# America meridionale
L'America meridionale o America del Sud o Sud America o Sudamerica è la parte del continente americano che dall'istmo di Panama si estende verso sud fino a Capo Horn-Capo Froward, comprendendo buona parte dell'America Latina.
È una delle tre macroregioni in cui attualmente viene suddivisa l'America assieme all'America settentrionale e l'America centrale. Nella letteratura geografica italiana, dell'Europa occidentale (escluse le Isole britanniche) e dell'America Latina, è considerata un subcontinente, facente parte del continente America, mentre secondo la letteratura geografica di cultura inglese, cinese e russa sarebbe invece un continente a sé stante.
Contenuta interamente nell'emisfero occidentale e per la maggior parte nell'emisfero australe, è bagnata ad ovest dall'oceano Pacifico, a nord e ad est dall'oceano Atlantico; a nord-ovest confina con l'America del Nord attraverso l'istmo di Panama. Ha una superficie di 17804990 km², che corrisponde a quasi il 12,7% delle terre emerse; nel 2022 la sua popolazione è stata stimata sui 434 milioni di abitanti.

## Etimologia
L'America del Sud fu così nominata nel 1507 dai cartografi Martin Waldseemüller e Matthias Ringmann dopo che il navigatore fiorentino Amerigo Vespucci, primo in Europa, suggerì che il continente da poco scoperto non fossero le Indie orientali, ma un Nuovo Mondo sconosciuto agli europei.

## Geografia

### Geografia fisica
Il Sudamerica occupa una parte consistente della regione geografica chiamata "Nuovo Mondo". Il suo territorio si sviluppa a sud-est della frontiera tra Panama e Colombia, secondo la maggior parte delle fonti. Altri pongono il confine lungo il canale di Panamá. Quasi tutto il Sudamerica si trova sopra la placca sudamericana. Geopoliticamente l'intero Stato di Panamá (compreso il segmento ad est del canale di Panamá) è generalmente considerato parte del Nordamerica o dell'America centrale.

Sebbene tante delle isole dei Caraibi, tra cui le Piccole Antille, si trovino sopra la placca caraibica, le isole di Aruba, Barbados, Trinidad e Tobago fanno parte della regione settentrionale della piattaforma continentale sudamericana. Le Antille Olandesi e le isole prospicienti al Venezuela si trovano lungo le coste del Sudamerica. Geopoliticamente gli Stati insulari e i territori d'oltremare dei Caraibi sono generalmente considerati facenti parte del Nordamerica. Le nazioni del Sudamerica che si affacciano sul mar dei Caraibi (tra cui Colombia, Venezuela, Guyana, Suriname e Guyana francese) sono anche denominati Sudamerica caraibico. Altre isole del continente sono le Galápagos, l'isola di Pasqua (in Oceania, ma appartenente al Cile), l'isola di Robinson Crusoe, Chiloé, le isole Falkland e la Terra del Fuoco.

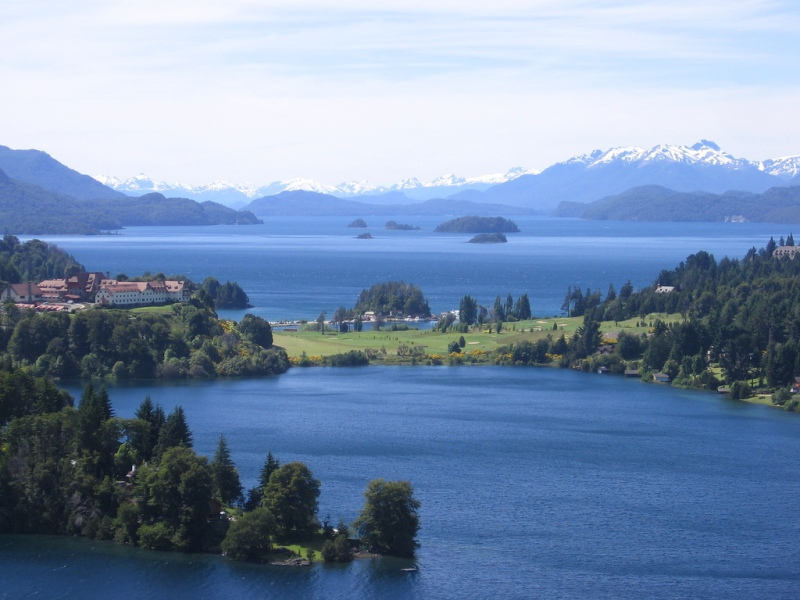
Patagonia (Argentina).

In questo continente si trovano le più alte cascate del mondo, il Salto Angel in Venezuela, e il più grande fiume in termini di portata d'acqua, il Rio delle Amazzoni, e la più lunga catena montuosa, le Ande (la cui cima più elevata è l'Aconcagua con 6962 m sul livello del mare), il deserto più secco, il deserto di Atacama, la più vasta foresta pluviale, l'Amazzonia, la più alta capitale, La Paz in Bolivia, il più alto lago commerciale navigabile, il lago Titicaca, e la città più meridionale del mondo, la città di Puerto Toro in Cile.
Le principali risorse minerarie sono oro, argento, rame, ferro, stagno e petrolio. Il Sudamerica è la patria di molte specie animali uniche, tra cui lama, anaconda, piranha, giaguaro, vigogna e tapiro. Le foreste dell'Amazzonia comunque posseggono un elevato livello di biodiversità.
Il paese di gran lunga più grande del Sudamerica, sia in termini di superficie che di popolazione, è il Brasile, seguito dall'Argentina. Le regioni che formano questo continente sono gli Stati andini, la Guiana, il Cono Sud e il Brasile.

### Geografia politica

Stati dell'America meridionale

| Paese o territorio               | Superficie (km²) | Popolazione (luglio 2016 stima) | Densità per km² | Capitale          |
| -------------------------------- | ---------------- | ------------------------------- | --------------- | ----------------- |
| Argentina                        | 2 766 890        | 40 677 348                      | 14,3            | Buenos Aires      |
| Bolivia                          | 1 098 580        | 9 247 816                       | 8,1             | Sucre             |
| Brasile                          | 8 514 877        | 200 908 598                     | 23,6            | Brasilia          |
| Cile                             | 756 950          | 16 800 000                      | 21,1            | Santiago del Cile |
| Colombia                         | 1 138 910        | 45 013 674                      | 37,7            | Bogotà            |
| Ecuador                          | 283 560          | 13 927 650                      | 47,1            | Quito             |
| Isole Falkland (Regno Unito)     | 12 173           | 2 967                           | 0,24            | Port Stanley      |
| Georgia del Sud e isole Sandwich | 3 093            | 20                              | 0,0             | Grytviken         |
| Guyana francese (Francia)        | 91 000           | 209 000                         | 2,1             | Caienna           |
| Guyana                           | 214 970          | 770 794                         | 3,6             | Georgetown        |
| Paraguay                         | 406 750          | 6 347 884                       | 15,6            | Asunción          |
| Perù                             | 1 285 220        | 27 925 628                      | 21,7            | Lima              |
| Suriname                         | 163 270          | 438 144                         | 2,7             | Paramaribo        |
| Uruguay                          | 176 220          | 3 477 778                       | 19,4            | Montevideo        |
| Venezuela                        | 912 050          | 26 414 815                      | 27,8            | Caracas           |
| Totale                           | 17 824 513       | 397 426 313                     | 25              |                   |

### Lingue europee
Le cinque lingue coloniali del Sudamerica sono il portoghese 52%, lo spagnolo 46%, l'inglese, l'olandese e il francese ~2%.
Sono diffuse anche delle lingue parlate non europee come il guaraní, parlata soprattutto nel Paraguay, e il Quechua, che è tra le lingue ufficiali della Bolivia, del Perù e dell'Ecuador.

### Clima

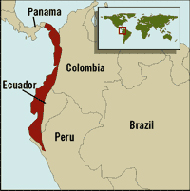
Il Tumbes–Chocó

L'America del Sud ospita un'ampia varietà di climi: quello caldo umido della foresta pluviale amazzonica, quello freddo secco della Patagonia, quello arido del deserto di Atacama, quello ventoso gelido della Terra del Fuoco. Ciò dipende da:
- L'ampiezza della latitudine che occupa il continente. La maggior parte è compreso tra l'equatore nella parte settentrionale e il Tropico del Capricorno, mentre la punta meridionale penetra in una regione subartica.
- La differenza di temperatura tra i due oceani. Generalmente la costa esposta all'Atlantico è più calda e quella sul Pacifico è più fredda per la presenza della corrente di Humboldt.
- La presenza delle Ande, la cui temperatura varia notevolmente a seconda dell'altitudine.

Nella regione occidentale, tra le Ande e l'Oceano Pacifico, sono presenti alcune delle zone più umide e più aride del pianeta: il Tumbes–Chocó–Magdalena (Colombia, Ecuador, Perù, Panama) e il Deserto di Atacama (Cile) rispettivamente il clima è generalmente tropicale: equatoriale nella regione amazzonica, umido nella savana, steppico nella pampa, nivale sulle Ande.

## Storia
Il popolamento del Sudamerica, secondo le teorie più accettate, iniziò con l'arrivo dell'uomo attraverso lo Stretto di Bering, quando si andò creando un ponte di ghiaccio tale da collegare le estreme propaggini di Asia e Siberia con il Nordamerica. Alcuni reperti archeologici sembrano però non confermare questa ipotesi, e portano a supporre un popolamento precedente, come indicherebbe l'abbondante presenza di siti archeologici nel Sudamerica e il basso numero di questi nel nord del continente. È improbabile che i più antichi siti nel nord siano ancora da scoprire, e questo è sorprendente perché se le Americhe fossero state popolate originariamente in maniera esclusiva dalla Siberia, i siti più antichi si troverebbero nel Nordamerica.

### Periodo precolombiano

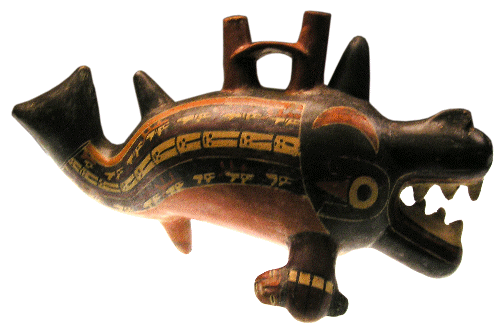
Arte Nazca.

Le prime prove dell'esistenza di pratiche agricole in Sudamerica risalgono a circa il 6500 a.C., quando patate, fagioli e peperoncini iniziarono ad essere coltivati come prodotti alimentari nelle regioni prossime al bacino amazzonico. Altri elementi (tra cui ceramiche) hanno dimostrato che la manioca, prodotto alimentare diffuso anche oggi, veniva già coltivata nel 2000 a.C.

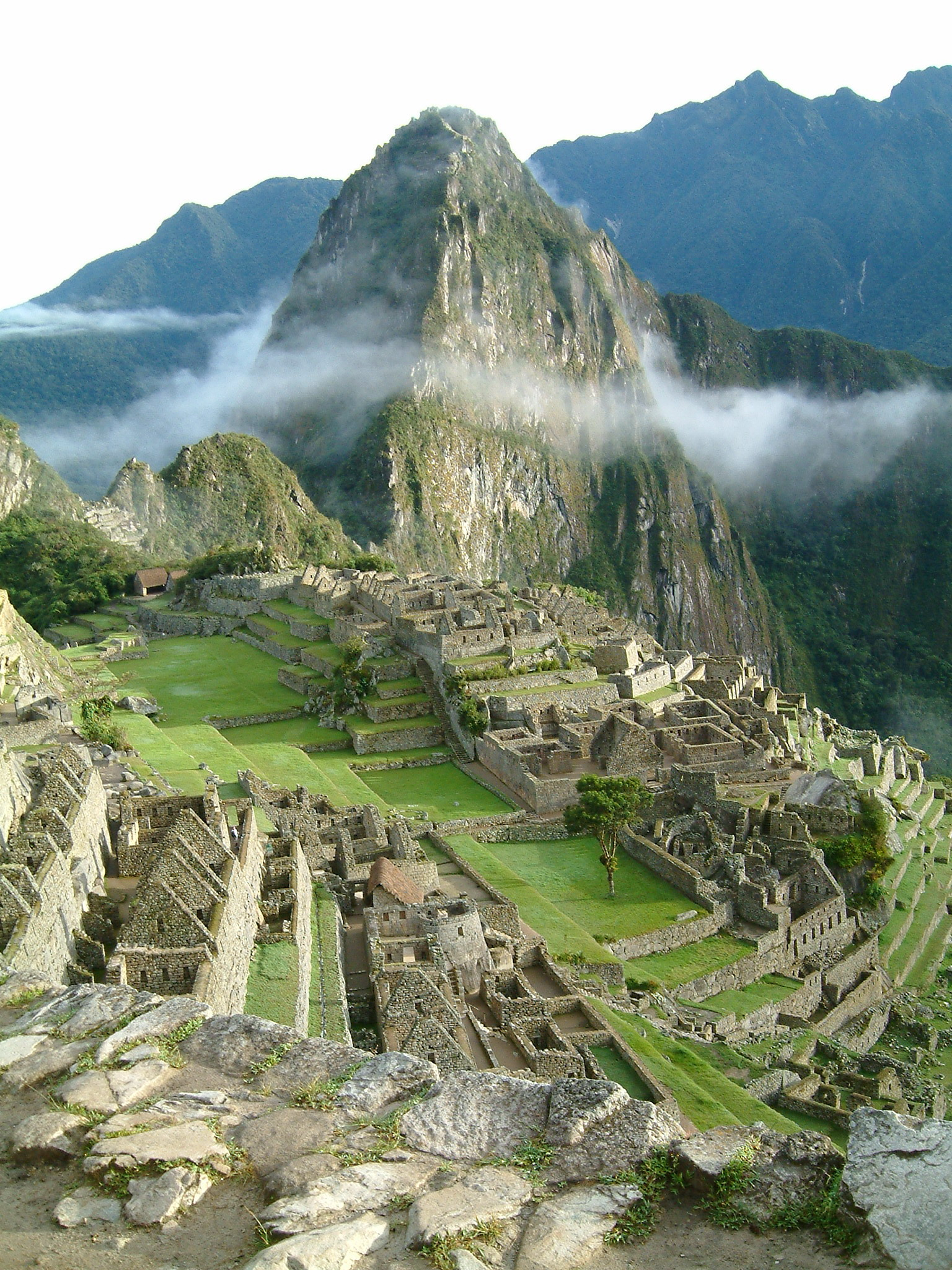
Le rovine di Machu Picchu.

Nel corso delle grandi epoche migratorie, e soprattutto dopo la scoperta dell'agricoltura, gli antichi colonizzatori americani si insediarono nelle regioni e nelle aree ritenute più favorevoli al loro sviluppo e al loro stile di vita. In una situazione di isolamento durata millenni rispetto alle società del Vecchio Mondo, i popoli americani formarono culture originali e autonome, tanto da presentare due rivoluzioni neolitiche separate, una nella Mesoamerica e l'altra nelle Ande, che hanno dato origine a centinaia di civiltà distinte.
I primi insediamenti e la prima cultura nota in Sudamerica (e nelle Americhe in generale) furono i Valdivia lungo la costa sud-est dell'Ecuador. La prima civiltà si sviluppò a Norte Chico, lungo la costa peruviana. Quella Muisca fu la principale civiltà indigena in quella che è oggi la Colombia.
Importanti culture pre-colombiane furono: Paraca e Nazca (400 a.C. – 800 d.C., Perù); i Moche (100 a.C. – 700 d.C., presso la costa settentrionale del Perù); Tiahuanaco (100 a.C. – 1200 d.C., in Bolivia); Cañari (400 - 1532) nelle regioni centro-meridionali dell'Ecuador); Wari o Impero Huari (600 – 1200, nell Perù centro-settentrionale); l'Impero Chimu (1300 – 1470, sulla costa peruviana settentrionale); i regni Chachapoya e Aymaran (1000 – 1450, in Bolivia e nel Perù meridionale).
La civiltà Inca dominò la regione delle Ande dal 1438 al 1533.

### Periodo coloniale

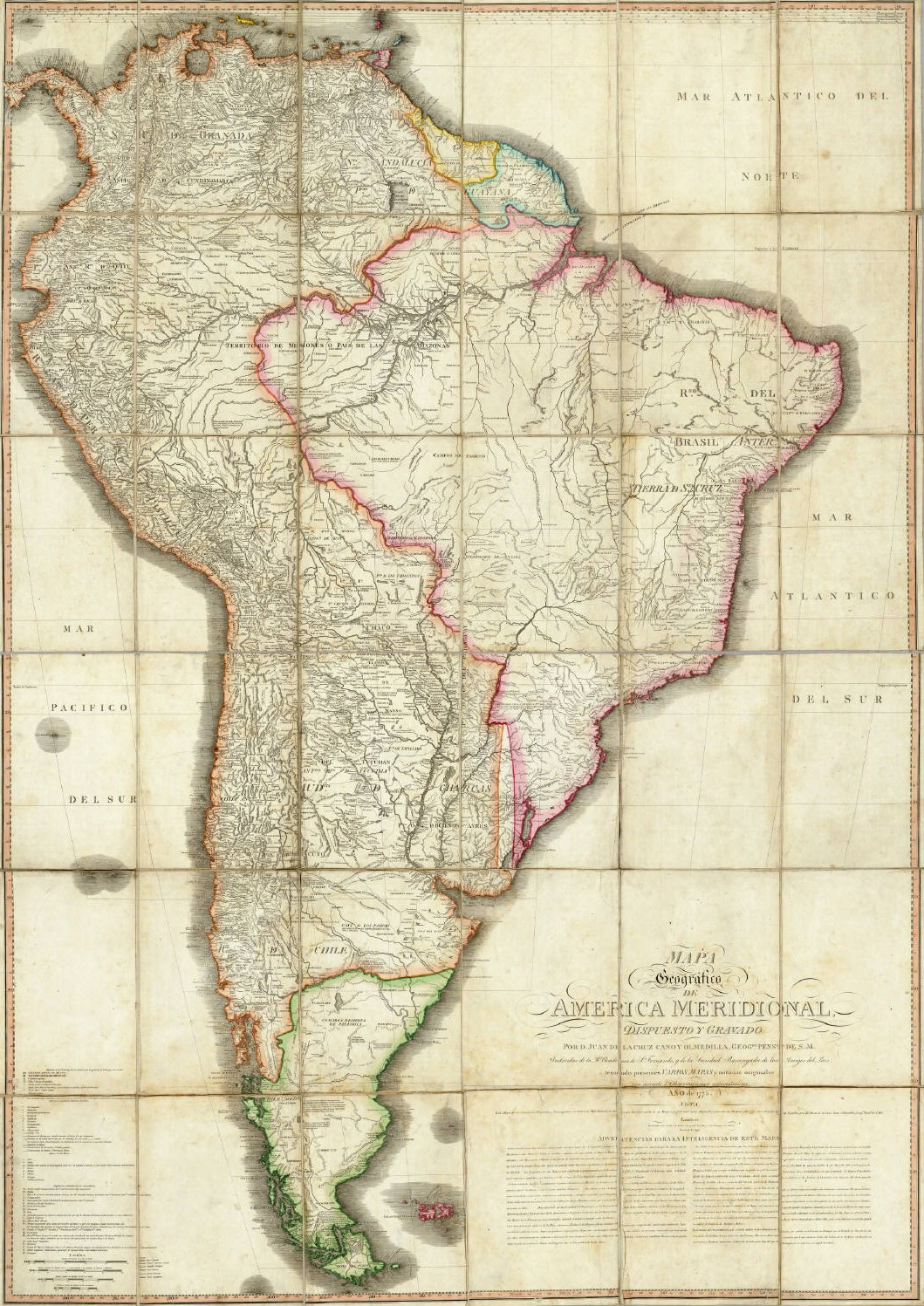
Mappa dell'America meridionale (1790).

Il primo europeo a giungere in America meridionale fu probabilmente Amerigo Vespucci, il cui primo viaggio è datato 1497. Con Juan de la Cosa, Vespucci avrebbe esplorato le coste del Venezuela, ma è controversa l'opinione se fu durante questo viaggio che coniò il nome "Piccola Venezia" per la laguna di Maracaibo o in quello del 1499. In ogni caso, a riprova del fatto che sia stato lui il primo a raggiungere le coste del continente c'è la "dedica" che nel 1507 il cartografo Martin Waldseemüller gli fece, nominando "America" il continente meridionale. L'anno seguente lo stesso Cristoforo Colombo nel corso del suo terzo viaggio (1498) sbarcò nell'attuale Venezuela, scoprì l'isola di Trinidad e identificò quattro ramificazioni del delta dell'Orinoco con i fiumi del giardino dell'Eden: per questo ribattezzò il continente "Isla Santa", per poi accorgersi che si trattava di molto di più di un'isola.
Nel 1499 Vespucci tornò in queste zone sotto il comando del pirata Alonso de Ojeda e forse, spingendosi più ad est, scoprì il Rio delle Amazzoni. Sicuramente il primo a quantificare veramente l'enorme mole del continente fu Vicente Yáñez Pinzón (già al seguito di Colombo anni prima) nel 1500. Pinzón approdò nei pressi della punta estrema del Brasile e seguì la costa fino ai Caraibi. Tre mesi dopo giungeva poco a sud nella costa orientale brasiliana Pedro Alvarez Cabral, capitano portoghese dirottato nella circumnavigazione dell'Africa verso l'India, che venne considerato per secoli lo scopritore del Brasile a dispetto di Pinzón, tanto che in base a ciò i Portoghesi si assicurarono la colonizzazione della zona. Tra il 1501 e il 1504 Vespucci compì due nuovi viaggi in America meridionale al servizio del capitano portoghese Gonçalo Coelho e seguì molto a lungo le coste del Brasile, arrivando forse fino all'Uruguay (le ipotesi in merito sono discordi).
Dopo di lui tuttavia l'interesse iniziò a decadere, soprattutto perché si appurò che l'America tutta non fosse l'Asia e che oramai l'importante era trovare un passaggio per il Pacifico (si ipotizzava l'esistenza di quest'oceano, ma sarà scoperto da Balboa solo nel 1513). A tale scopo un nuovo comandante, Juan Díaz de Solís, tornò sul percorso tracciato da Vespucci, ma solo nel 1515; arrivò fino al Rio della Plata dove fu ucciso dai cannibali. I suoi diari furono molto d'aiuto a Ferdinando Magellano, che tra il 1519 e il 1522 compì per primo la circumnavigazione del globo scoprendo il famigerato passaggio a sud (stretto di Magellano) e raggiungendo il Pacifico. Oltre ad appurare una volta per tutte che il Rio della Plata era un fiume, raggiunse per primo la Patagonia (a cui diede il nome) e identificò la Terra del Fuoco, che era divisa dal continente dallo stretto che aveva scoperto, con il continente Australe sconosciuto, teoria poi confutata da Francis Drake.
Il percorso tuttavia non venne granché usato perché troppo lungo, e gli Spagnoli si contentarono di attraversare via terra il Messico e poi riprendere la navigazione. Tuttavia la colonizzazione e l'esplorazione del Sudamerica riprese presto, quando si venne a sapere che esisteva un impero ricco d'oro a sud. Era l'impero degli Inca, e fu raggiunto da Francisco Pizarro nel 1527 e conquistato negli anni successivi; in tal modo il dominio spagnolo si allungò fino al Cile e i comandanti di Pizarro si dispersero ai quattro venti poco dopo per esplorare le zone circostanti nella speranza di trovare altre ricche civiltà (ma invano). Francisco de Orellana nel 1542 fu il primo ad attraversare il continente discendendo il Rio delle Amazzoni fino alla foce dal Perù, Diego de Almagro esplorò il Cile settentrionale fino a Santiago nel 1536, e Sebastiano Caboto penetrò nell'Argentina dal Rio della Plata (Paraná) in cerca di una "montagna d'argento" nel 1526.
Ufficialmente la prima regione invasa dagli spagnoli fu Macuro, sulla punta della penisola di Paria, nello Stato di Sucre in Venezuela, a cui Cristoforo Colombo aveva dato il nome di Tierra de Gracia. Il primo insediamento in questo continente fu a Cumaná (sempre nella costa del Venezuela), mentre la prima città fu Santa Marta in Colombia.
Nei decenni seguenti alle azioni post-Pizarro tuttavia l'interesse svanì del tutto, e gli Spagnoli si limitarono da allora per sempre a governare le regioni appena conquistate. Solo in Brasile e in Patagonia i coloni avanzeranno in terre sconosciute, e solo dal Settecento. Le regioni della foresta pluviale invece verranno esplorate solo tra l'Ottocento e il primo Novecento da altri europei mentre Livingstone e Stanley conquistavano il cuore dell'Africa, e mentre ormai era avvenuta la decolonizzazione.
Dal secolo XVI fino agli inizi del XIX secolo dunque la maggior parte dell'America meridionale fu divisa in colonie governate maggiormente dalla Spagna e dal Portogallo. In seguito con l'indipendenza tali colonie si tramutarono in repubbliche, con l'eccezione della Guyana francese e delle Isole Falkland (e le isole più prossime occupate dal Regno Unito), attualmente unici territori non indipendenti.

### La decolonizzazione
Nel corso del 1808 le pressioni dell'imperatore francese Napoleone Bonaparte scatenarono una serie di eventi che peggiorarono ulteriormente la già compromessa situazione spagnola. Carlo IV di Spagna abdicò al trono in favore del figlio Ferdinando VII, il 19 marzo 1808, dopo i moti di Aranjuez, e più tardi, il 5 maggio 1808, la Spagna fu costretta a cedere il trono a Napoleone che designò suo fratello, Giuseppe I, come nuovo re di Spagna. Questo provocò una reazione popolare in Spagna, conosciuta come Guerra d'indipendenza spagnola, che, tanto in Spagna che in America, portò a costituire delle commissioni regionali che promossero la lotta contro gli invasori francesi al fine di riconsegnare al legittimo monarca il trono. Tuttavia, molte di queste commissioni vennero viste con sospetto dalle autorità spagnole, temendo che potessero essere filo-francesi. Di questo periodo furono importanti le azioni di Antonio Nariño a Bogotà (che aveva pubblicato la Dichiarazione dei diritti dell'uomo e del cittadino), il movimento di Juan Picornell, la congiura di Manuel Gual e José María España, e il fallimento militare della spedizione di Francisco de Miranda in Venezuela.

### Guerre di Indipendenza

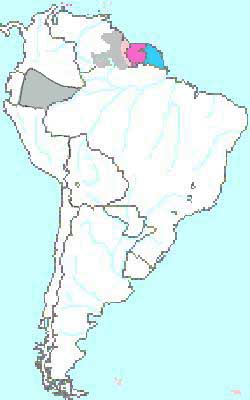
Il Sudamerica nel 1884

Il processo delle Guerre d'indipendenza ispanoamericana iniziò con la Rivoluzione di La Paz nel 1809 nell'Alto Perù e culminò con l'occupazione della fortezza del Callao nel 1826.

Nel 1817 il generale José de San Martín attraversò le Ande per sconfiggere i realisti in Cile e successivamente si diresse a Lima, al fine di colpire il centro del potere spagnolo. La spedizione subì gravi perdite causa le situazioni estreme in cui si trovò ad operare: l'altezza media dei picchi montuosi collocati tra i 3 000 e i 4800 m, le malattie, la larghezza media delle strade (talvolta anche di soli 30 cm), la temperatura che scendeva tra i −15 e i −20 °C durante la notte fece sì che, dei 5 400 uomini che componevano l'esercito, ben 300 morirono lungo la strada. Arrivarono solo 5 000 muli dei 9 200 partiti, e 500 cavalli dei 1 500 iniziali. Allo stesso tempo San Martin dirigeva le 6 colonne che attraversarono le montagne in diversi punti, con l'obiettivo di confondere e di disperdere le forze realiste. Quando arrivò in Cile, l'esercito patriota sotto il comando dello stesso San Martín, trionfò nella battaglia di Chacabuco. Con questa battaglia si iniziò a scrivere la storia dell'emancipazione del Sudamerica. Tale azione verrà completata da parte delle azioni militari avviate dal liberatore Simón Bolívar nel nord del continente, che raggiunse una decisiva vittoria nella battaglia di Boyacá.

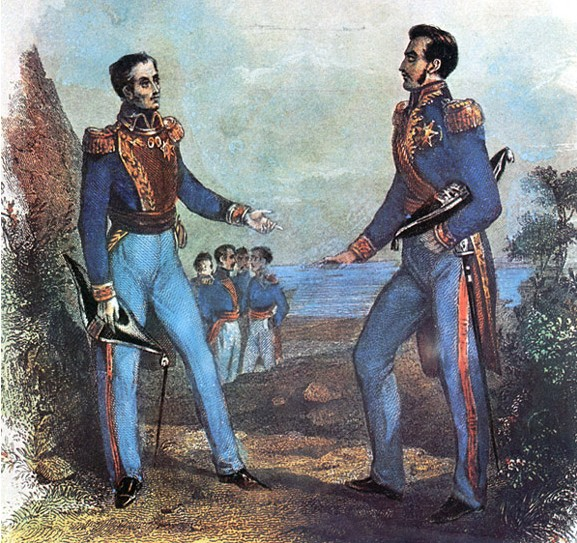
San Martín e Bolívar durante la Conferenza di Guayaquil.

### Il caso del Brasile
Un atto indispensabile per far emergere il Brasile come uno Stato nazionale fu la creazione, dopo le guerre napoleoniche, della capitale a Rio de Janeiro elevandolo così a status di regno del Brasile, un regno nel Regno Unito di Portogallo, Brasile e Algarve (1807 – 1821). Al dissolversi pacificamente di questo regno fece seguito l'Impero del Brasile. L'indipendenza fu proclamata nel 1822 dal figlio del re del Portogallo. Don Pedro I del Brasile stabilì una monarchia costituzionale fino a quando fu proclamata la repubblica nel 1889.

### Ventesimo secolo
Nel corso del ventesimo secolo nel Sudamerica si insediarono diverse dittature e salirono al potere molti uomini forti. Ma verso la fine del secolo la maggior parte del continente di fatto era retto da governi eletti democraticamente, anche se non in tutti i casi si vennero a stabilire istituzioni di carattere duraturo. Lo sviluppo economico di Argentina, Brasile, e Uruguay contribuirono all'inizio del Novecento ad attrarre un gran numero di immigrati, soprattutto provenienti da Europa e Asia. Solo in misura molto minore la nuova ondata migratoria interessò il resto del continente, mentre talune aree ne furono totalmente escluse. Il Canale di Panama aperto nel 1914 ebbe un impatto economico-sociale notevole per il Sudamerica.
La Guerra del Chaco (1932 – 1935) combattuta tra la Bolivia e il Paraguay per il controllo del fiume Paraguay, si concluse con la vittoria di quest'ultimo. Fu una guerra tra due dei paesi che rimasero fra i più poveri del Sudamerica lungo tutto il Novecento. Durante la prima e la seconda guerra mondiale, il continente rimase al sicuro dall'ondata distruttiva che aveva colpito Europa, Asia e Africa, il che comportò una nuova ondata migratoria di migliaia di profughi. Con la fine del conflitto, il 30 aprile 1948, si fonda l'Organizzazione degli Stati Americani a Bogotà. Il 9 aprile era stato assassinato il leader popolare Jorge Eliécer Gaitán sempre a Bogotà, che portò la Colombia ad un conflitto politico che durò per il resto del secolo.
La guerra fredda ebbe conseguenze significative sul suolo americano. Nel 1959 la rivoluzione comunista a Cuba, guidata da Fidel Castro e Che Guevara, diresse la politica del paese verso l'Unione delle Repubbliche Socialiste Sovietiche (URSS), divenendo un alleato incondizionato a scapito degli interessi geostrategici degli Stati Uniti. Si pose un ferreo blocco economico all'isola. Fra gli anni sessanta e settanta alcuni governi, in Argentina, Brasile, Cile, Uruguay, furono allontanati o rovesciati da una serie di dittature non allineate.
Con la fine della guerra fredda, e con la caduta del muro di Berlino, il continente ha visto affacciarsi il neoliberismo, un insieme di proposte politico-economiche con l'accento sulla libera circolazione dei capitali e la privatizzazione delle imprese pubbliche. A questi processi contribuirono la Banca Mondiale, l'Organizzazione Mondiale del Commercio e il Fondo Monetario Internazionale (FMI).

## Economia

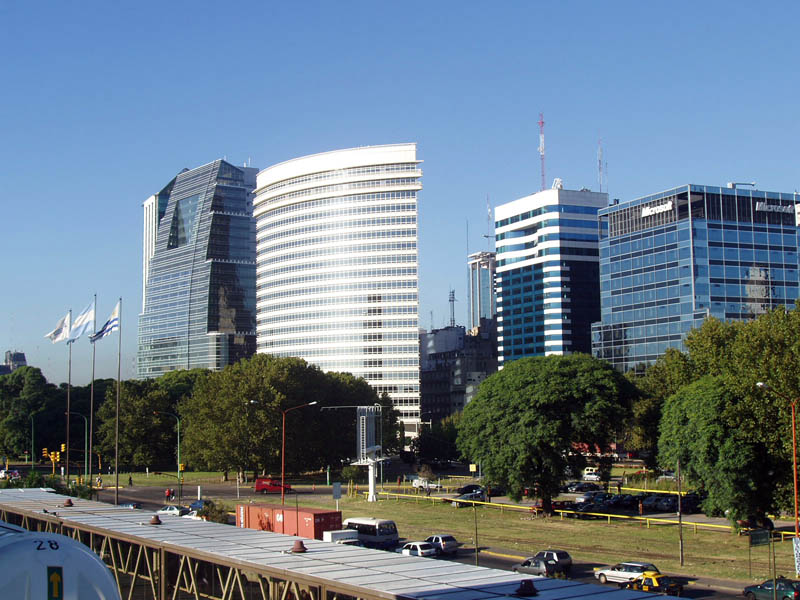
Buenos Aires, Argentina il distretto finanziario.

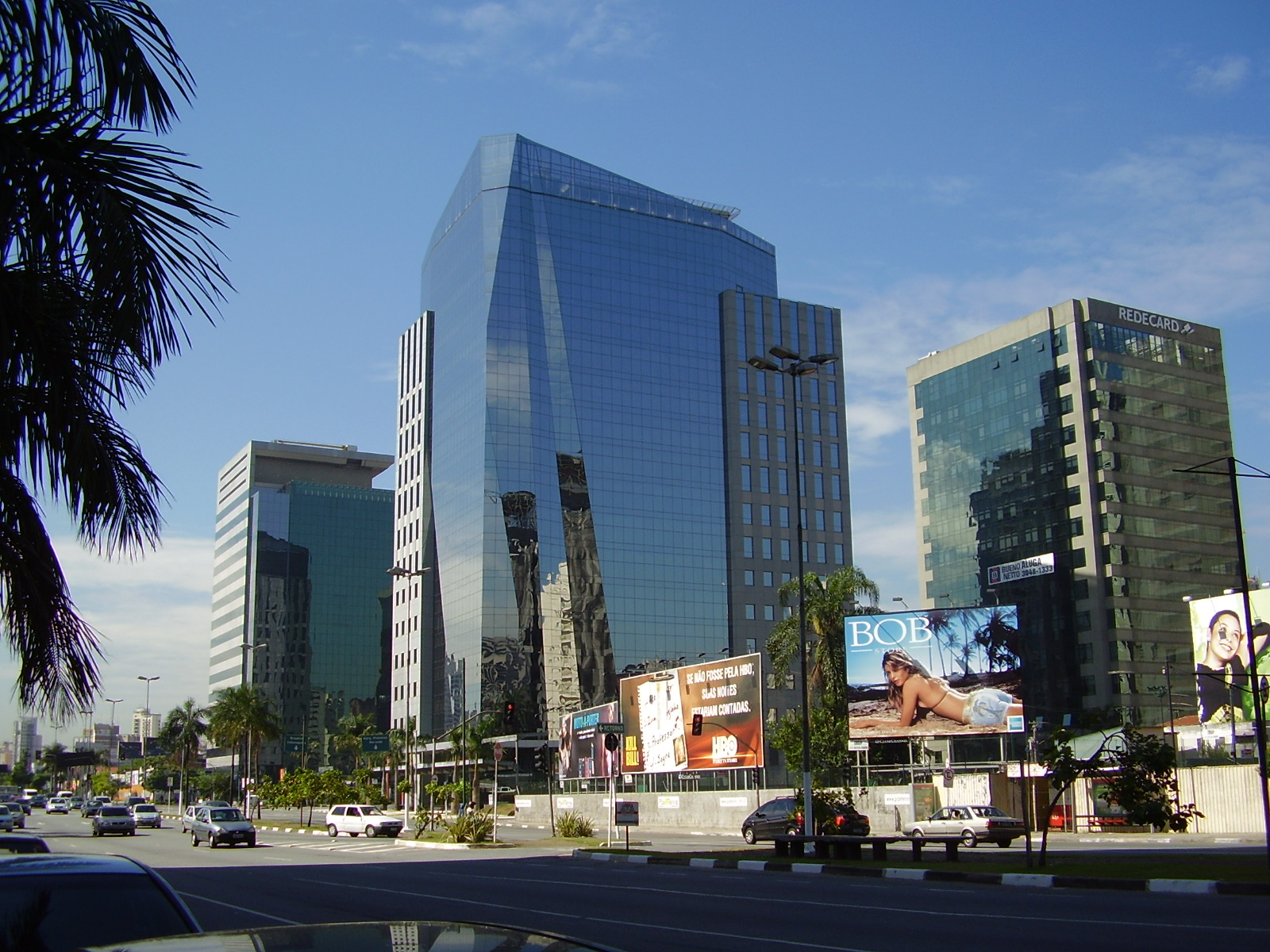
Il distretto finanziario di San Paolo.

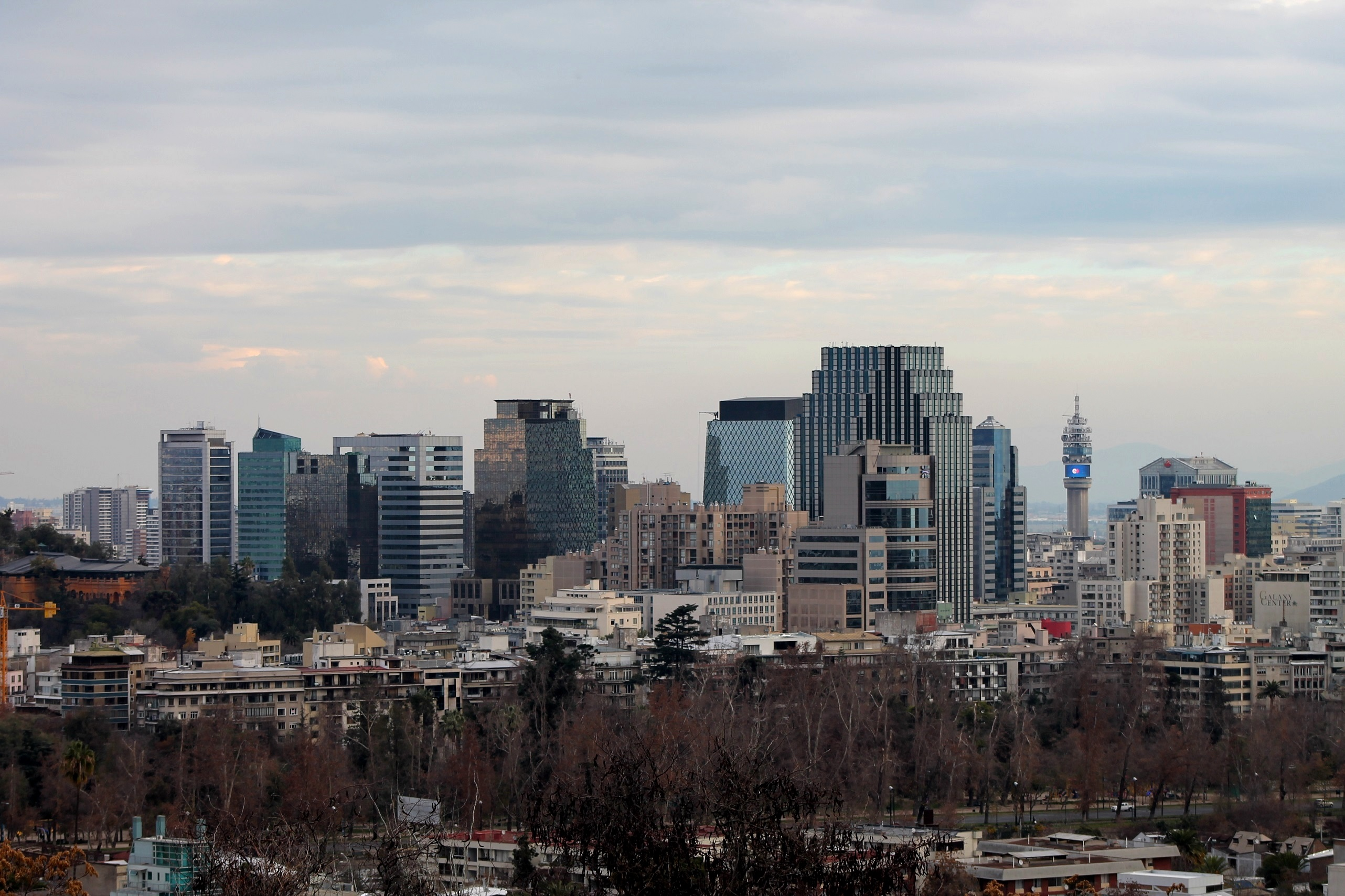
Santiago del Cile, il centro finanziario

L'economia sudamericana è stata caratterizzata in questi ultimi decenni da una bassa crescita e una bassa competitività rispetto ai ben più dinamici mercati emergenti di Cina e India. Tuttavia a partire dal 2004 si è verificato un enorme aumento della crescita del PIL e anche della competitività. Sono configurate enormi differenze regionali e un'accentuata disparità nella distribuzione del reddito. La maggior parte della ricchezza è concentrata nelle mani di una minoranza della popolazione, mentre milioni di individui sperimentano livelli di privazione che raggiunge, in casi estremi, la povertà assoluta. Il divario economico tra ricchi e poveri, nella maggior parte delle nazioni del Sudamerica, è considerata superiore rispetto alla media dei paesi degli altri continenti. In Venezuela, Paraguay, Bolivia e molti altri paesi sudamericani, il 20% della popolazione più ricca detiene più del 60% della ricchezza nazionale, mentre il 20% della popolazione più povera ne possiede meno del 5%.
Questa realtà però non è omogenea in tutto il Sudamerica: esiste infatti un gruppo di paesi chiamati “del Cono Sud” (Argentina, Brasile meridionale, Cile e Uruguay), che presentano indicatori socio-economici più positivi e tassi più elevati di sviluppo umano, tali da classificarli nella categoria degli stati più sviluppati. In particolare il Cile, l'Argentina e l'Uruguay vanno considerati come paesi pienamente sviluppati con bassi tassi di povertà e reddito medio-alto, e le loro capitali presentano indicatori socioeconomici molto simili ad alcune città europee come Milano, Madrid e Lisbona. Il Brasile è invece annoverato nel BRICS, ovvero il gruppo delle cinque più grandi e "promettenti" economie in via di sviluppo a livello mondiale (insieme a Russia, India, Cina e Sudafrica). Attualmente i fattori che ostacolano un'ulteriore crescita dell'economia sudamericana e l'espansione dei suoi prodotti sui mercati internazionali sono la classe dirigente che sostiene lo status quo, le interferenze politiche di altri paesi occidentali, e minor competitività sul piano dei prezzi e in termini di produttività rispetto ai principali competitori (in primis la Cina).
L'economia sudamericana è ripartita tra le estrazioni minerarie della regione amazzonica e l'agricoltura presente in quasi tutti i paesi. L'industrializzazione è ad un livello medio in varie regioni, anche se è molto forte la presenza di gruppi multinazionali. L'estrazione e l'esportazione di petrolio è importante in Venezuela, che possiede alcune delle più grandi riserve mondiali, in Argentina e nell'oceano Atlantico prospiciente Rio de Janeiro. La Bolivia si distingue per la produzione di gas naturale.
Le più ricche e industrializzate regioni del continente sono: in primo luogo lo Stato di San Paolo, che possiede la più grande economia del Sudamerica, dove è presente il principale centro finanziario, e i principali poli tecnologici (São Carlos, São José dos Campos e Campinas) e il più grande e movimentato porto; segue per importanza la zona industriale lungo il fiume Paraná tra Rosario e La Plata in Argentina con Buenos Aires come fulcro (secondo maggior porto e seconda città in termini di PIL più alto) e dallo Stato brasiliano di Rio de Janeiro. Dopo il Brasile, l'Argentina rappresenta la seconda più grande economia in termini di PIL nel Sudamerica. Secondo i dati della Banca Mondiale, nel 2007 cinque paesi sono stati classificati fra i primi cinquanta in termini di PIL (nominale): Brasile, Argentina, Venezuela, Colombia e Cile.
Utilizzando il PIL nominale nel confronto, i paesi con una moneta svalutata nei confronti del dollaro appaiono come meno produttivi. Per questo si utilizza anche il confronto con la parità di potere d'acquisto (PPA). Fra i paesi con PIL (PPA) pro capite più elevato, secondo quanto pubblicato dal Fondo monetario internazionale (FMI) l'Argentina è l'unico paese sudamericano tra i primi 50, seguita da Cile, Uruguay, Brasile e Venezuela.
A causa di uno storico tasso d'inflazione elevata in quasi tutti i paesi sudamericani, si registrano alti tassi di interesse che comportano conseguentemente bassi livelli di investimento. I tassi d'interesse sono spesso a due cifre. L'eccezione è il Cile che vanta una discreta stabilità economica con tassi di interesse ad un'unica cifra.
Solo Argentina e Brasile fanno parte del G20 (il gruppo dei paesi più industrializzati e le nazioni emergenti), mentre solo il Brasile fa parte del G8+5 (i paesi più industrializzati del pianeta e i più influenti). Tra le principali metropoli del Sudamerica si contano a San Paolo, Buenos Aires, Rio de Janeiro, Santiago del Cile, Lima, Caracas, Quito e Bogotà.
L'Unasud sta pianificando la creazione di una zona di libero scambio in grado di unire le due comunità già esistenti, il Mercosur e la Comunità andina.
| Paese     | PIL (nominale) nel 2008 | PIL (PPA) nel 2008 | PIL (PPA) pro capite nel 2008 | HDI nel 2008  |
| --------- | ----------------------- | ------------------ | ----------------------------- | ------------- |
| Argentina | 338 721                 | 571 392            | 14 376                        | 0,860 (alto)  |
| Bolivia   | 18 938                  | 42 121             | 4 201                         | 0,723 (medio) |
| Brasile   | 1 868 184               | 3 365 343          | 16 154                        | 0,754 (alto)  |
| Cile      | 181 464                 | 246 227            | 14 673                        | 0,874 (alto)  |
| Colombia  | 249 773                 | 340 771            | 7 059                         | 0,787 (medio) |
| Ecuador   | 54 668                  | 103 717            | 7 450                         | 0,807 (alto)  |
| Guyana    | 990                     | 3 115              | 4 079                         | 0,725 (medio) |
| Paraguay  | 16 355                  | 28 718             | 4 667                         | 0,752 (medio) |
| Perù      | 131 382                 | 238 945            | 8 383                         | 0,788 (medio) |
| Suriname  | 2 350                   | 4 436              | 8 323                         | 0,770 (medio) |
| Uruguay   | 28 351                  | 40 211             | 12 566                        | 0,859 (alto)  |
| Venezuela | 331 765                 | 360 936            | 12 868                        | 0,826 (alto)  |

### Agricoltura

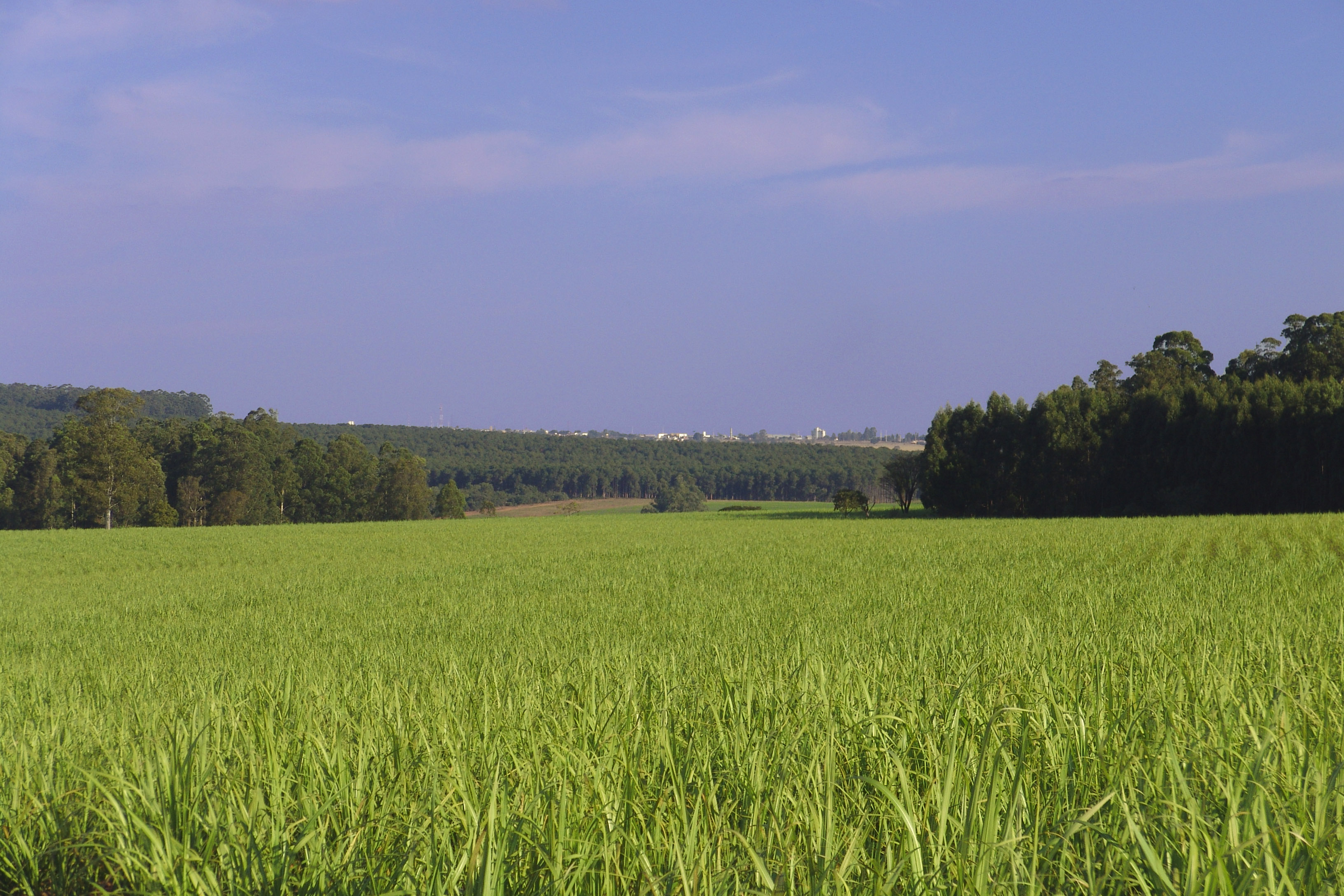
Canna da zucchero a San Paolo. Il Sud America produce la metà della canna da zucchero del mondo.

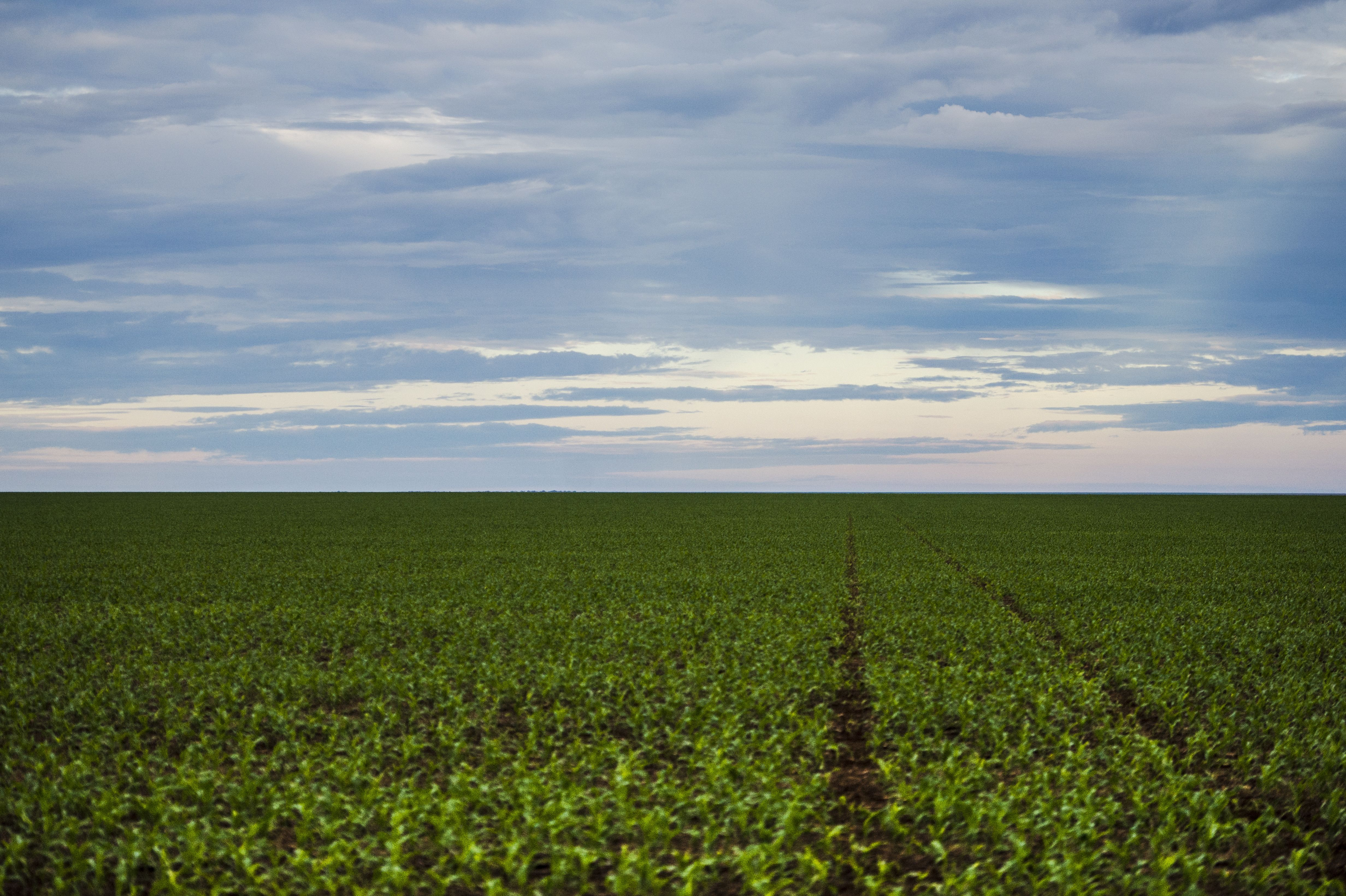
Soia in Mato Grosso. Il Sud America produce la metà della soia mondiale.

I quattro paesi con la maggiore agricoltura in Sud America sono Brasile, Argentina, Cile e Colombia:
- Il Brasile è il maggior produttore mondiale di canna da zucchero, soia, caffè, arancio, guaranà, açaí e noce del Brasile; è uno dei 5 maggiori produttori di mais, papaya, tabacco, ananas, banana, cotone, fagiolo, cocco, anguria e limone; ed è uno dei 10 maggiori produttori al mondo di cacao, anacardi, avocado, kaki, mango, guava, riso, sorgo e pomodoro;
- L'Argentina è uno dei 5 maggiori produttori al mondo di soia, mais, girasole, limone e pera, uno dei 10 maggiori produttori mondiali di orzo, uva, carciofo, tabacco e cotone e uno dei 15 maggiori produttori mondiali di grano, canna da zucchero, sorgo, e pompelmo;
- Il Cile è uno dei 5 maggiori produttori mondiali di ciliegia e mirtillo rosso e uno dei 10 maggiori produttori mondiali di uva, mela, kiwi e pesca, concentrandosi sull'esportazione di frutta di alto valore;
- La Colombia è uno dei 5 maggiori produttori mondiali di caffè, avocado e olio di palma, e uno dei 10 maggiori produttori mondiali di canna da zucchero, banana, ananas e cacao;
- Perù è uno dei 5 maggiori produttori di avocado, mirtillo, carciofo e asparagi, uno dei 10 maggiori produttori mondiali di caffè e cacao, uno dei 15 maggiori produttori al mondo di patate e ananas, e ha anche una notevole produzione di uva, canna da zucchero, riso, banana, mais e manioca; la sua agricoltura è notevolmente diversificata;
- L'agricoltura in Paraguay è attualmente in via di sviluppo, essendo attualmente il sesto più grande produttore di soia nel mondo ed entrando nella lista dei 20 maggiori produttori di mais e canna da zucchero.[12]

### Bestiame

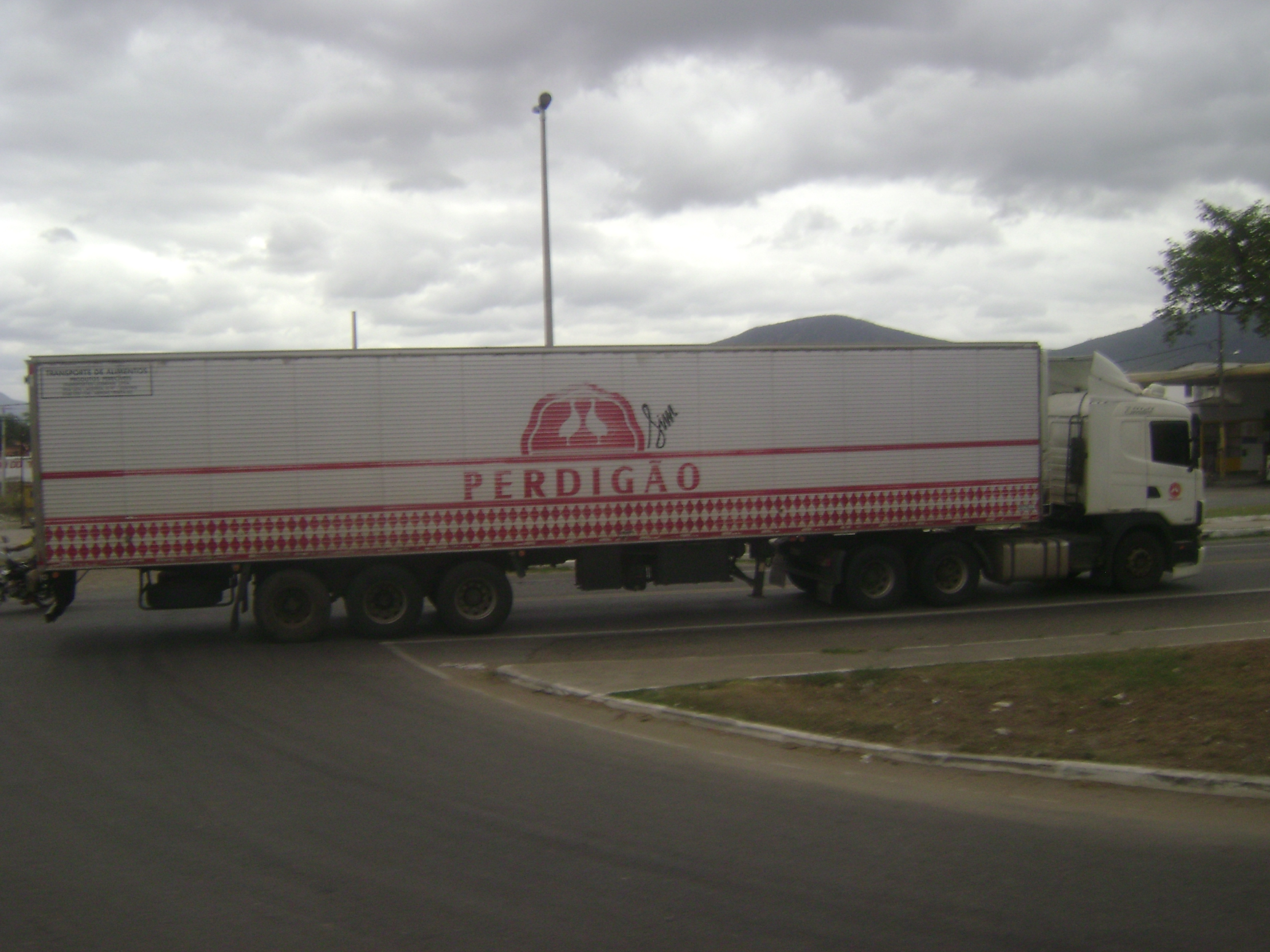
Camion di un'azienda di carne in Brasile. Il Sud America produce il 20% della carne di manzo e di pollo del mondo.

Il Brasile è il più grande esportatore mondiale di carne di pollo: 3,77 milioni di tonnellate nel 2019. Il paese è il proprietario della seconda mandria di bestiame più grande del mondo, 22,2% della mandria mondiale. Il paese è stato il secondo maggior produttore di manzo nel 2019, responsabile del 15,4% della produzione mondiale. È stato anche il terzo produttore di latte al mondo nel 2018. Quest'anno il paese ha prodotto 35,1 miliardi di litri. Nel 2019, il Brasile è stato il 4º più grande produttore di maiale al mondo, con quasi 4 milioni di tonnellate.
Nel 2018, Argentina è stato il quarto produttore mondiale di manzo, con una produzione di 3 milioni di tonnellate (solo dopo Stati Uniti, Brasile e Cina). Uruguay è anche un importante produttore di carne. Nel 2018 ha prodotto 589.000 tonnellate di carne bovina.
Nella produzione di carne di pollo, l'Argentina è tra i 15 maggiori produttori al mondo e il Perù e la Colombia tra i 20 maggiori. Nella produzione di manzo, la Colombia è uno dei 20 maggiori produttori al mondo. Nella produzione di miele, l'Argentina è tra i 5 maggiori produttori al mondo e il Brasile tra i 15 maggiori. In termini di produzione di latte di mucca, l'Argentina è tra i 20 maggiori produttori al mondo.

### Estrazione mineraria

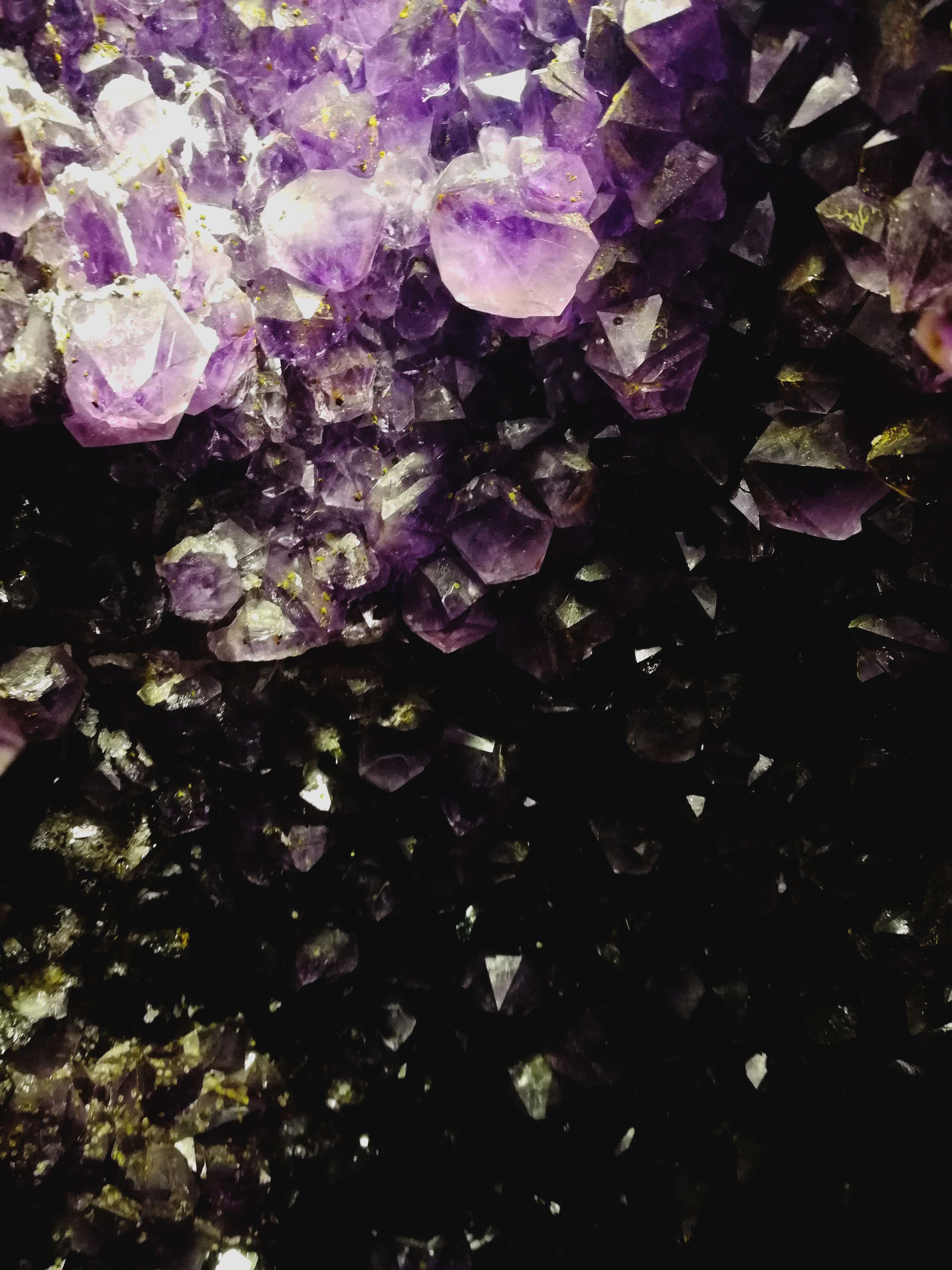
Miniera di ametista a Ametista do Sul. Il Sud America è un importante produttore di gemme come ametista, topazio, smeraldo, acquamarina e tormalina

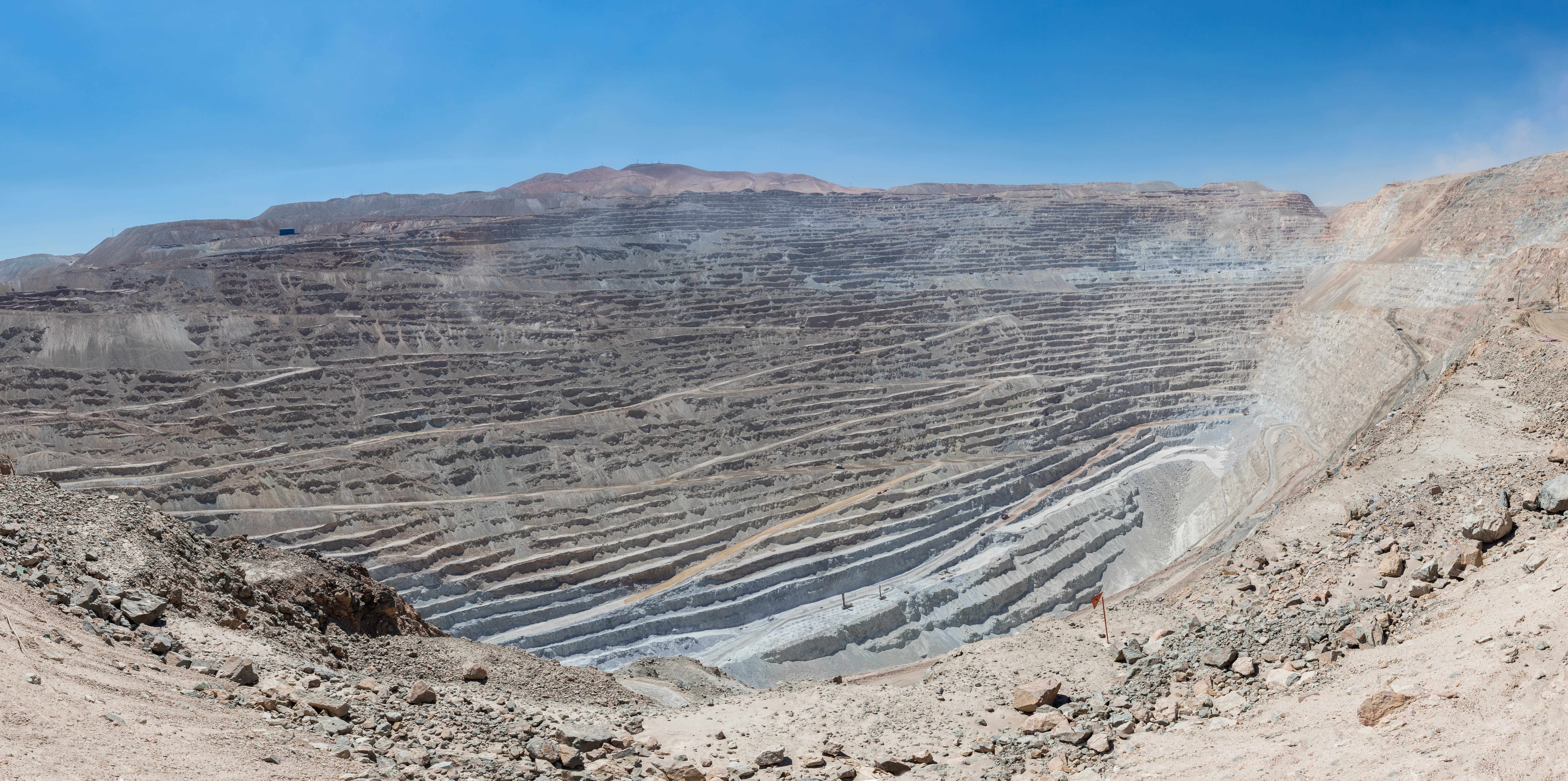
Miniera di rame in Cile. Il Sud America produce la metà del rame mondiale

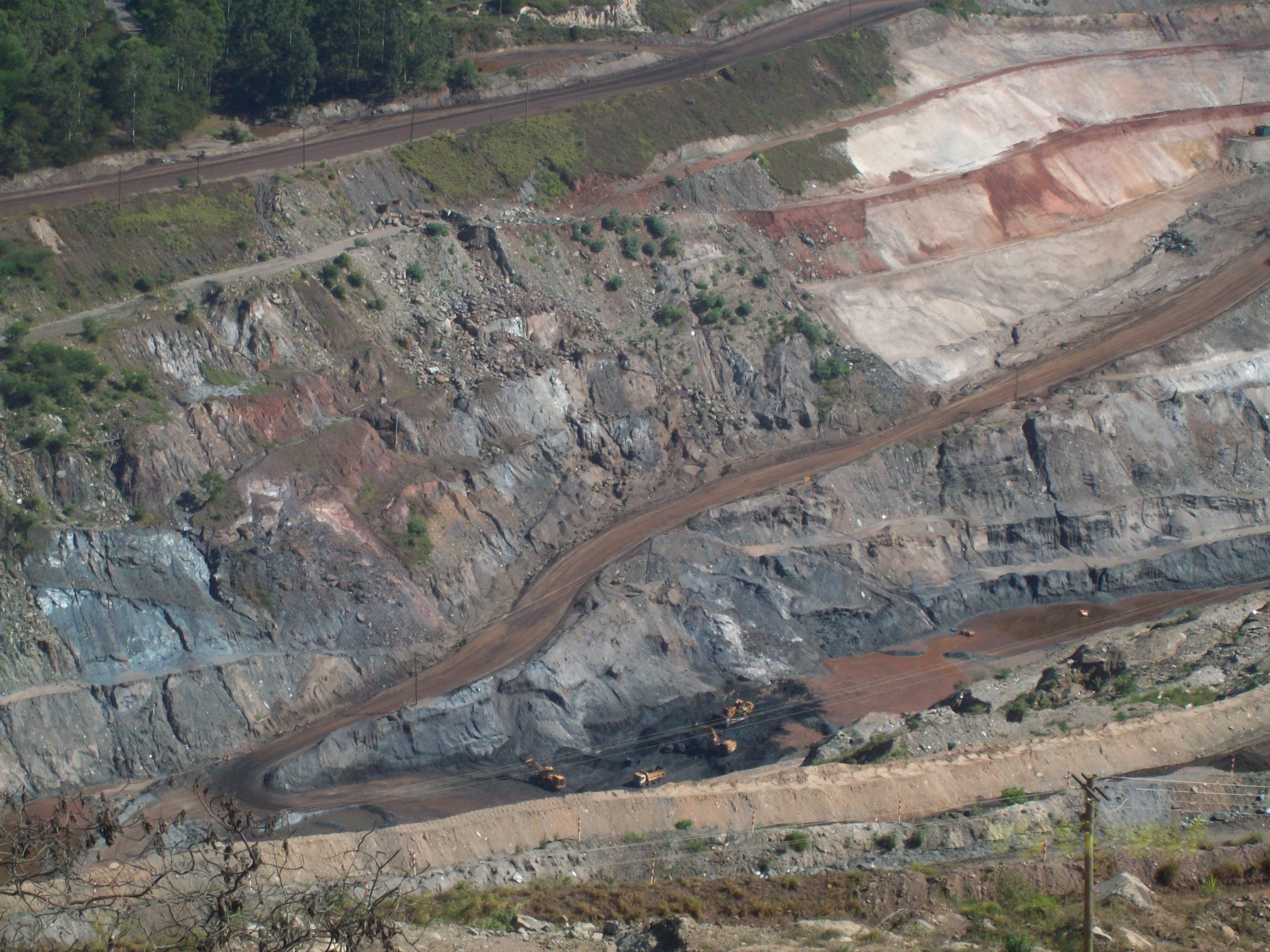
Miniera di ferro a Minas Gerais. Il Brasile è il secondo esportatore mondiale di minerale di ferro.

Cile contribuisce a circa un terzo della produzione mondiale di rame. Nel 2018, Perù è stato il secondo produttore mondiale di argento e rame e il sesto produttore di oro (i 3 metalli che generano il maggior valore), oltre a "essere il terzo produttore mondiale di zinco e stagno e quarto di piombo. Brasile è il secondo esportatore mondiale di minerale di ferro, possiede il 98% delle riserve note di niobio nel mondo ed è uno dei 5 maggiori produttori mondiali di bauxite, manganese e stagno. Bolivia è il quinto produttore mondiale di stagno, il settimo produttore di argento e l'ottavo produttore di zinco al mondo.

### Petrolio e gas
Nella produzione di petrolio, il Brasile è stato il decimo produttore mondiale di petrolio nel 2019, con 2,8 milioni di barili / giorno. Al ventunesimo posto il Venezuela, con 877mila barili / giorno, la Colombia al 22º con 886mila barili / giorno, l'Ecuador al 28º con 531mila barili / giorno e l'Argentina. 29 con 507mila barili / giorno. Dato che Venezuela ed Ecuador consumano poco petrolio ed esportano la maggior parte della loro produzione, fanno parte dell'OPEC. Il Venezuela ha registrato un forte calo della produzione dopo il 2015 (dove ha prodotto 2,5 milioni di barili / giorno), scendendo nel 2016 a 2,2 milioni, nel 2017 a 2 milioni, nel 2018 a 1,4 milioni e nel 2019 a 877mila, per mancanza di investimenti.
Nella produzione di gas naturale, nel 2018, l'Argentina ha prodotto 1.524 bcf (miliardi di piedi cubi), Venezuela 946, Brasile 877, Bolivia 617, Perù 451, Colombia 379.

### Turismo

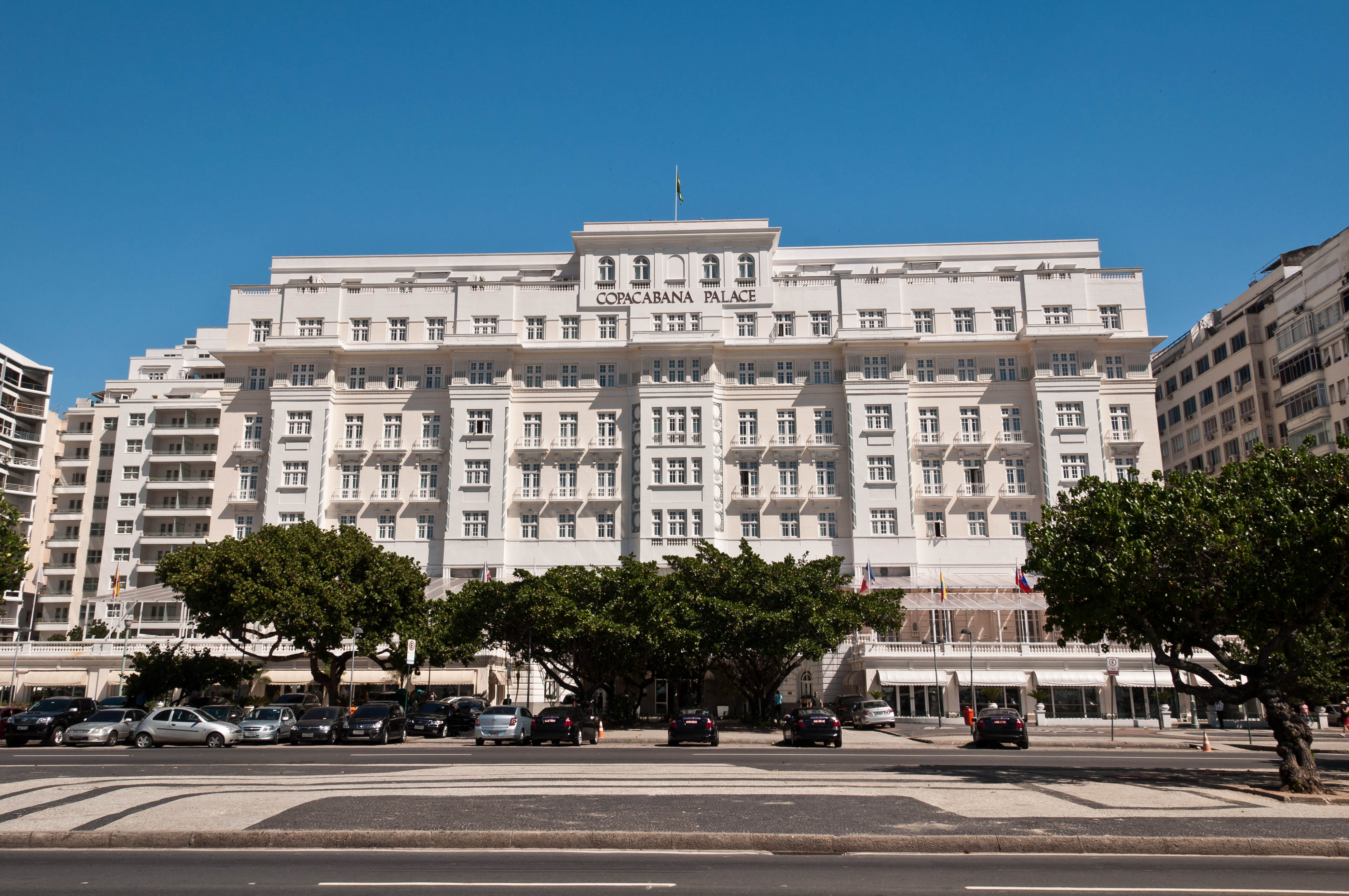
Copacabana Palace, il miglior hotel del Sud America, a Rio de Janeiro

Nella lista delle destinazioni turistiche mondiali, nel 2018, Argentina è stato il 47º paese più visitato, con 6,9 milioni di turisti internazionali (e ricavi per 5,5 miliardi di dollari); Brasile è stato il 48º più visitato con 6,6 milioni di turisti (e ricavi per 5,9 miliardi di dollari); Cile al 53º posto con 5,7 milioni di turisti (e un reddito di 2,9 miliardi di dollari); Perù in posizione 60 con 4,4 milioni di turisti (e un reddito di 3,9 miliardi di dollari); Colombia 65º con 3,8 milioni di turisti (e ricavi per 5,5 miliardi di dollari); Uruguay 69º con 3,4 milioni di turisti (e un reddito di 2,3 miliardi di dollari). Si noti che il numero di turisti non riflette sempre l'importo monetario che il paese riceve dal turismo. Alcuni paesi svolgono un turismo di livello superiore, ottenendo maggiori benefici. Il turismo in Sud America è ancora poco evoluto: in Europa, ad esempio, i paesi ottengono valori turistici annuali come 73,7 miliardi di dollari (Spagna), ricevendo 82,7 milioni di turisti o 67,3 miliardi di dollari (Francia) che ricevono 89,4 milioni di turisti. Mentre l'Europa ha ricevuto 710 milioni di turisti nel 2018, l'Asia 347 milioni e il Nord America 142,2 milioni, il Sud America solo 37 milioni, l'America centrale 10,8 milioni e i Caraibi 25,7 milioni.

### Industrie

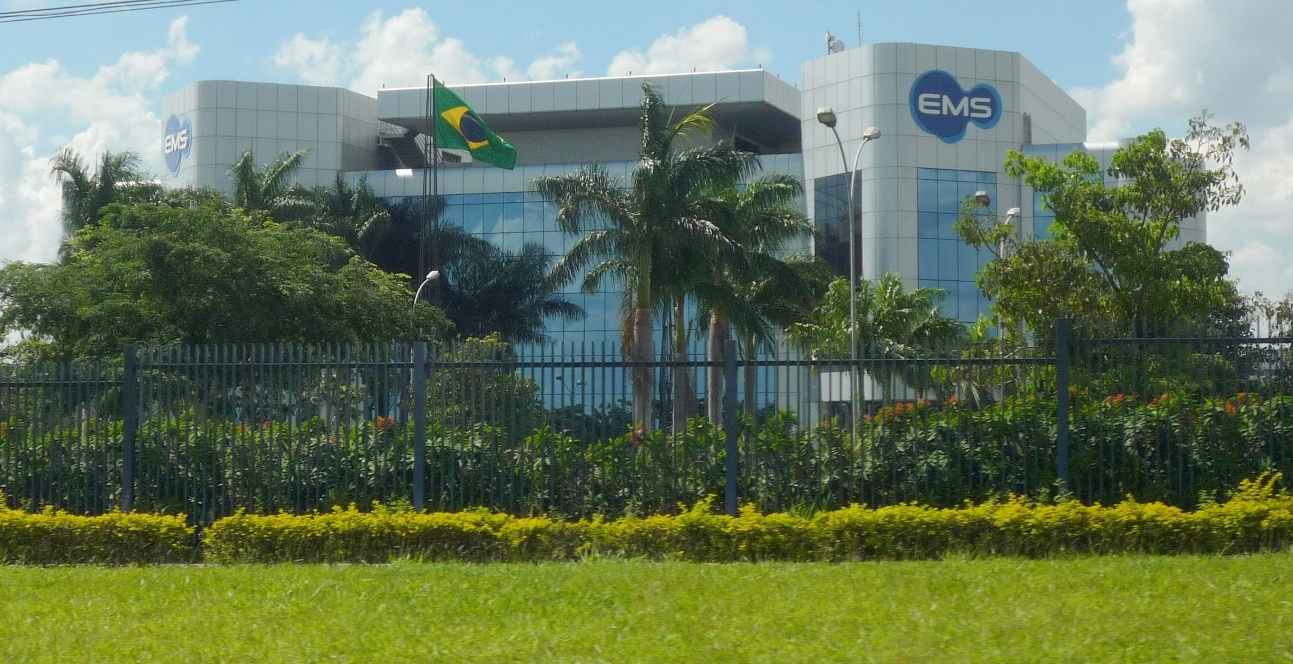
EMS, la più grande industria farmaceutica brasiliana

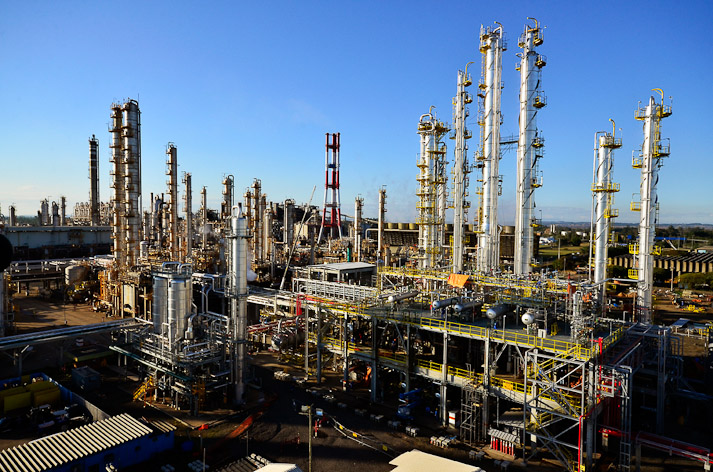
Braskem, la più grande industria chimica brasiliana

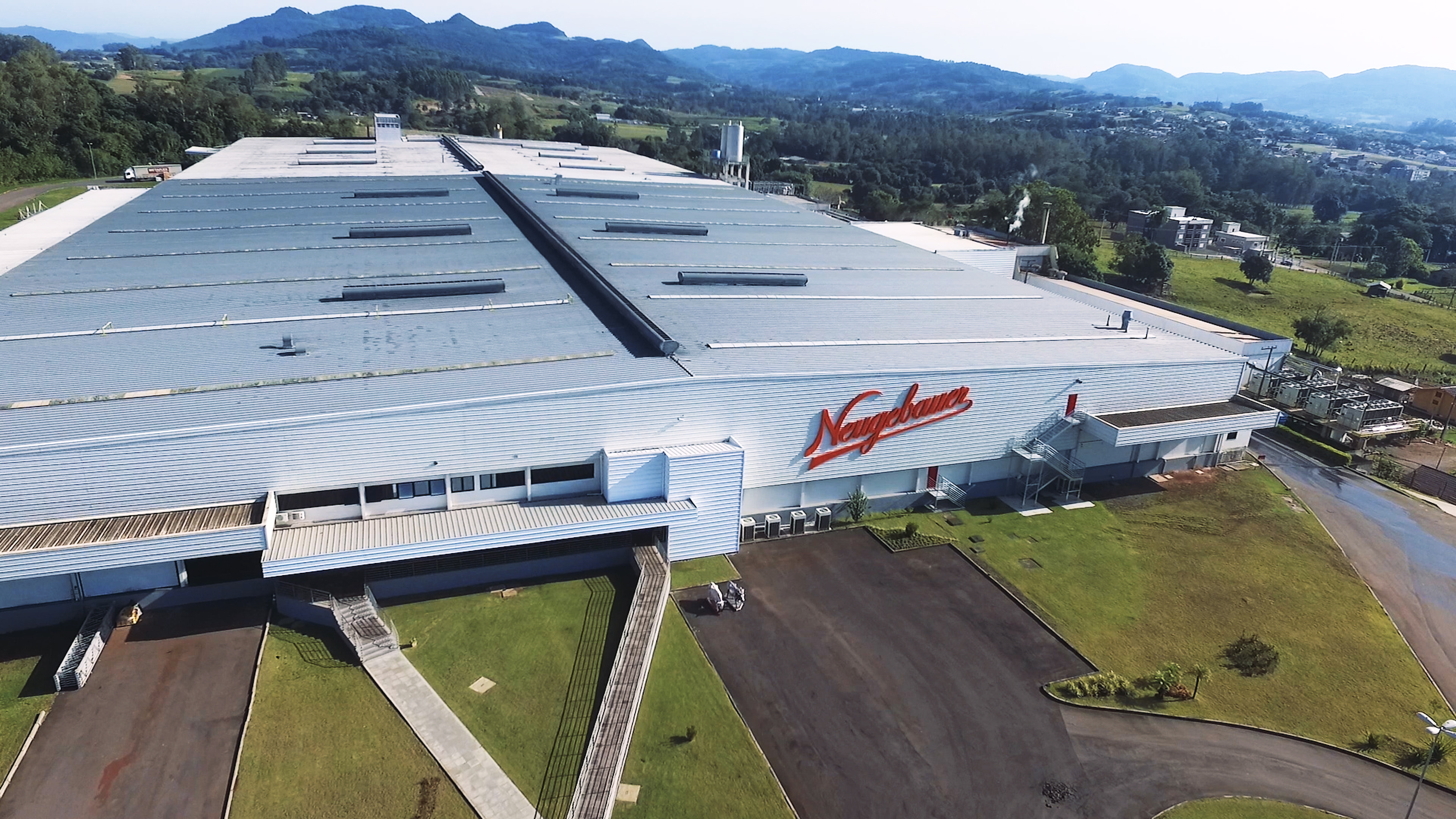
Fabbrica di cioccolato Neugebauer a Arroio do Meio. Il Sud America è specializzata nella lavorazione degli alimenti

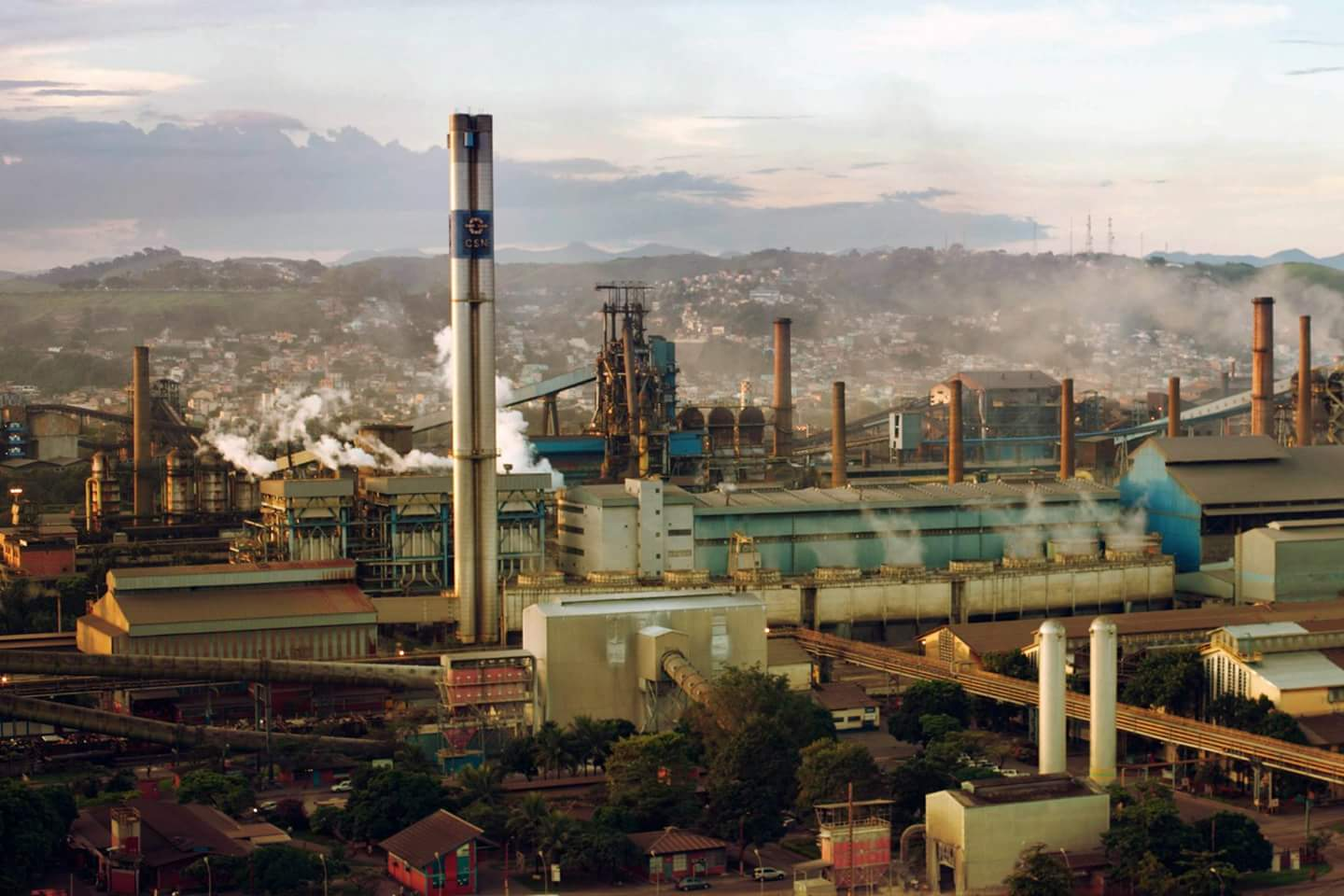
Siderúrgica CSN, in Volta Redonda. Il Brasile è uno dei 10 maggiori produttori di acciaio al mondo e l'Argentina è una delle 30 più grandi

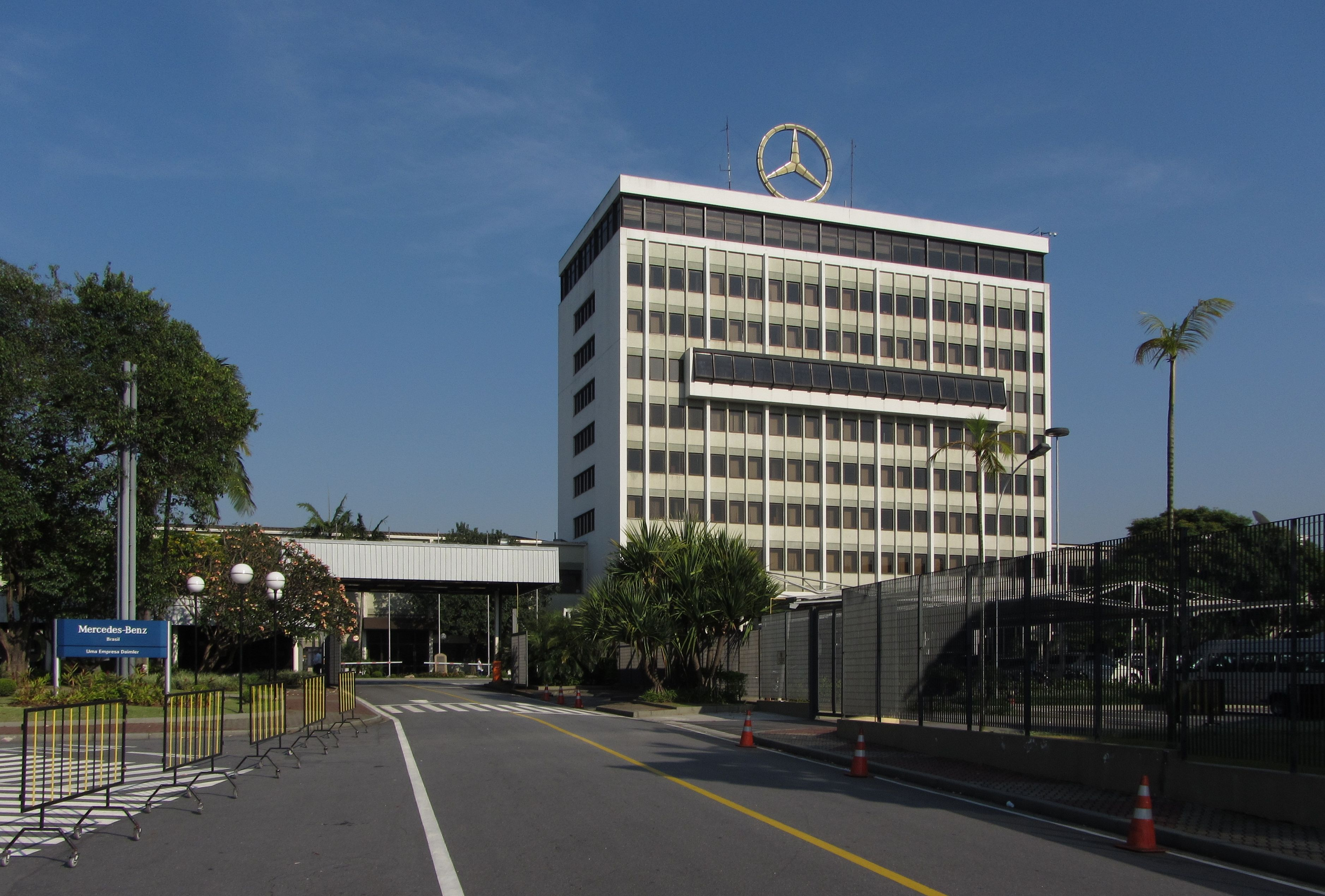
Stabilimento Mercedes-Benz a San Paolo. Il Messico e il Brasile sono tra i 10 maggiori produttori di veicoli al mondo e l'Argentina tra i 30 maggiori.

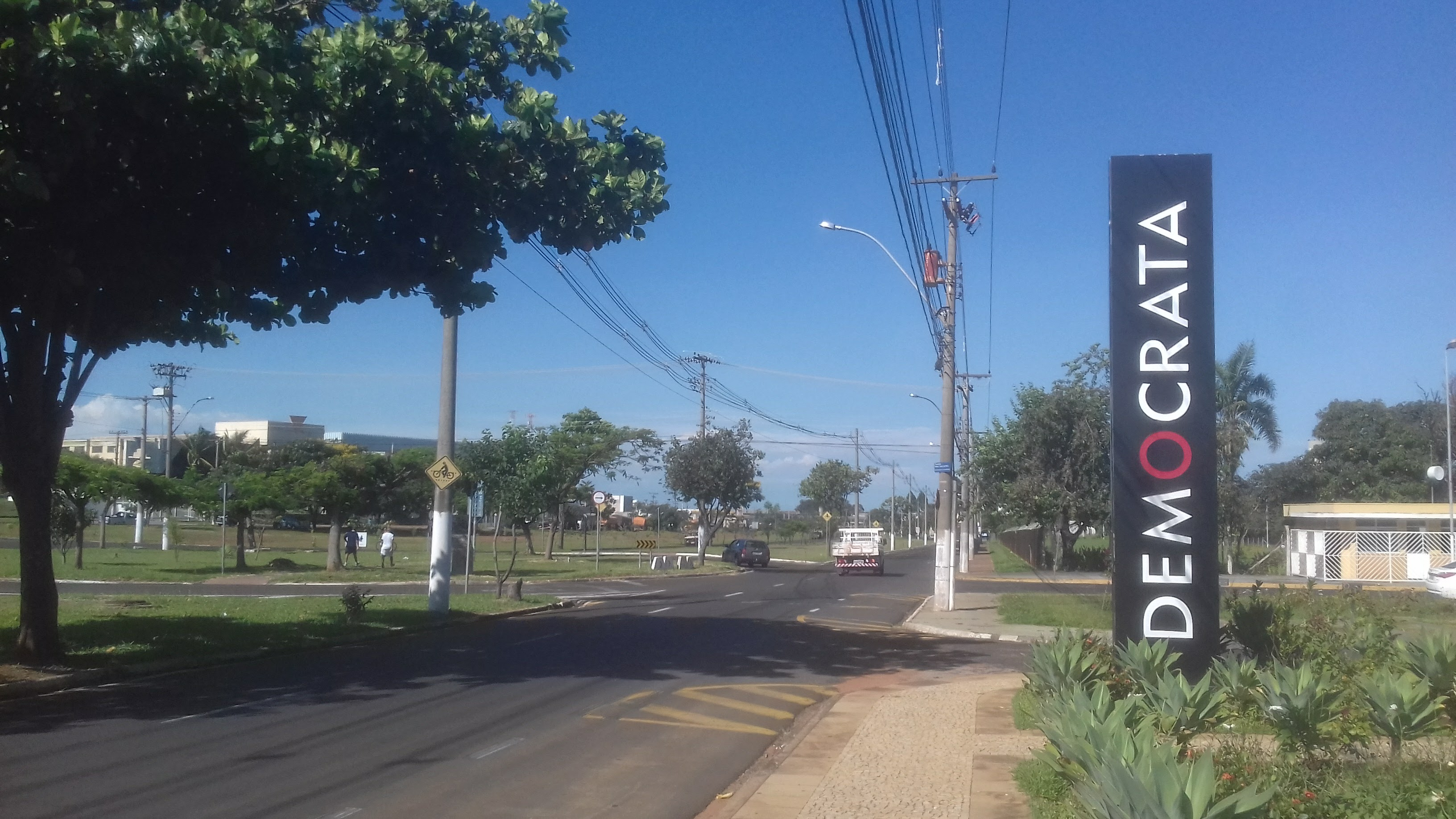
Portico del calzaturificio uomo Democrata, a Franca. Il Brasile è il quarto produttore di scarpe al mondo

La Banca mondiale elenca ogni anno i principali paesi produttori in base al valore di produzione totale. Secondo la lista del 2019, il Brasile ha la tredicesima industria più preziosa del mondo (173,6 miliardi di dollari), il Venezuela la trentesima (58,2 miliardi di dollari, che dipendono dal petrolio per ottenere questo valore), l'Argentina la 31 il più grande ($ 57,7 miliardi), la Colombia il 46 più grande ($ 35,4 miliardi), il Perù il 50 più grande ($ 28,7 miliardi) e il Cile il 51 più grande ($ 28,3 miliardi).
In America meridionale, pochi paesi ottengono una proiezione nell'attività industriale: Brasile, Argentina, e, in modo meno prominente, Cile. Iniziata tardi, l'industrializzazione di questi paesi ha ricevuto un grande impulso dalla seconda guerra mondiale: ciò ha impedito ai paesi in guerra di acquistare i prodotti che erano abituati a importare ed esportare ciò che producevano. Allora, beneficiando delle abbondanti materie prime locali, dei bassi salari pagati alla forza lavoro e di una certa specializzazione portata dagli immigrati, paesi come Brasile e Argentina, oltre a Venezuela, Cile, Colombia e Perù, hanno potuto implementare grandi parchi industriali. In generale, in questi paesi ci sono industrie che richiedono poco capitale e tecnologia semplice per la loro installazione, come l'industria alimentare e tessile. Spiccano anche le industrie di base (acciaio, ecc.), Nonché le industrie metallurgiche e meccaniche.
I parchi industriali di Brasile, Argentina e Cile, tuttavia, presentano una diversità e una raffinatezza molto maggiori, producendo articoli tecnologici avanzati. Nel resto dei paesi dell'America meridionale, predominano le industrie di trasformazione dei prodotti primari per l'esportazione.
Il Brasile è il leader industriale in America meridionale. In industria alimentare, nel 2019, il Brasile è stato il secondo esportatore mondiale di alimenti trasformati. Nel 2016, il paese è stato il 2º produttore di cellulosa al mondo e l'8º produttore di carta. In industria di scarpa, nel 2019, il Brasile si è classificato al 4º posto tra i produttori mondiali. Nel 2019, il paese è stato l'8º produttore di veicoli e il 9º produttore di acciaio nel mondo. Nel 2018, industria chimica del Brasile si è classificata all'8º posto nel mondo. In Industria tessile, il Brasile, sebbene nel 2013 fosse tra i 5 maggiori produttori mondiali, è poco integrato nel commercio mondiale. Nel settore dell'aviazione, il Brasile ha Embraer, il terzo produttore di aeromobili al mondo, dietro solo Boeing e Airbus.

## Galleria d'immagini

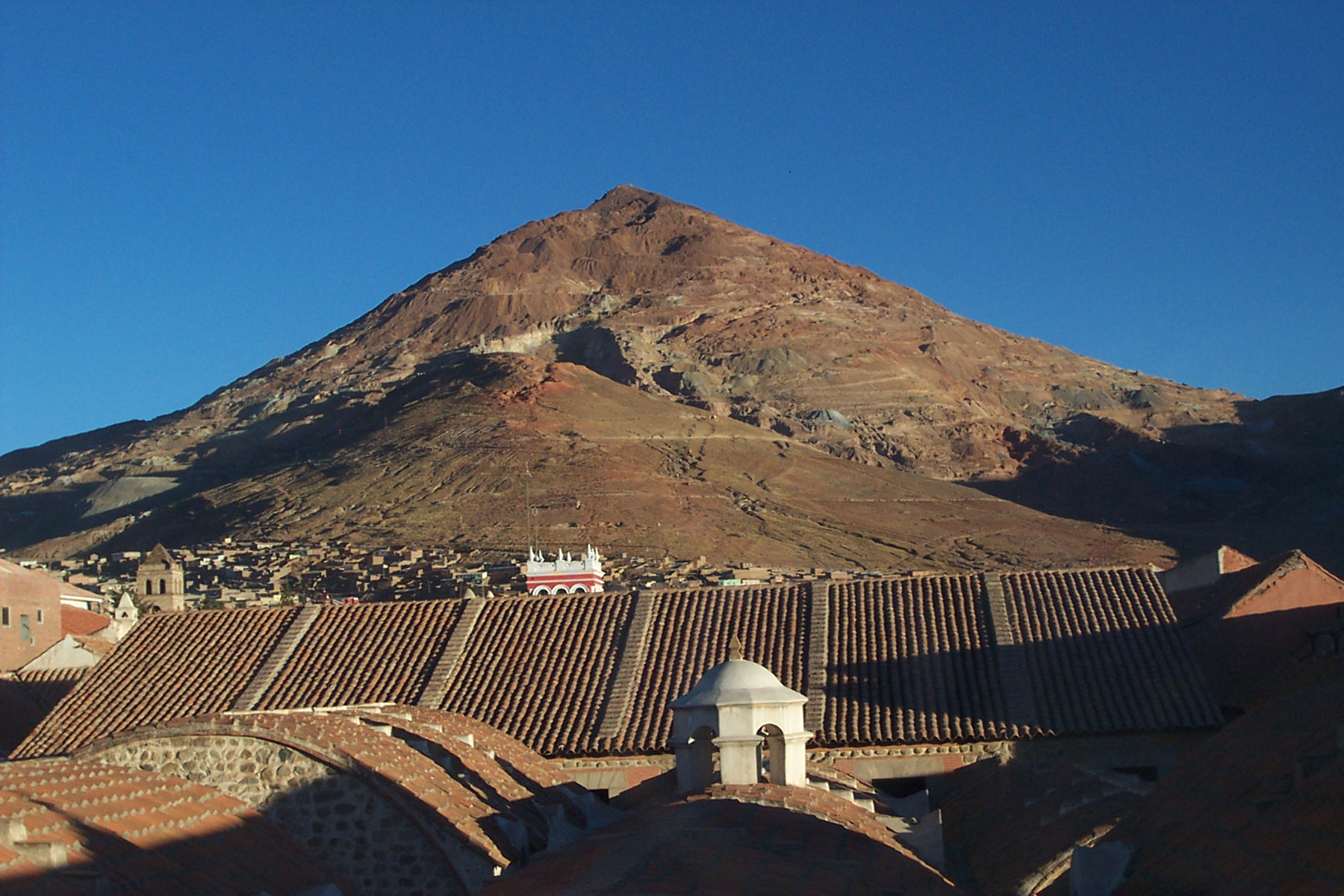
Miniera d'argento in Bolivia
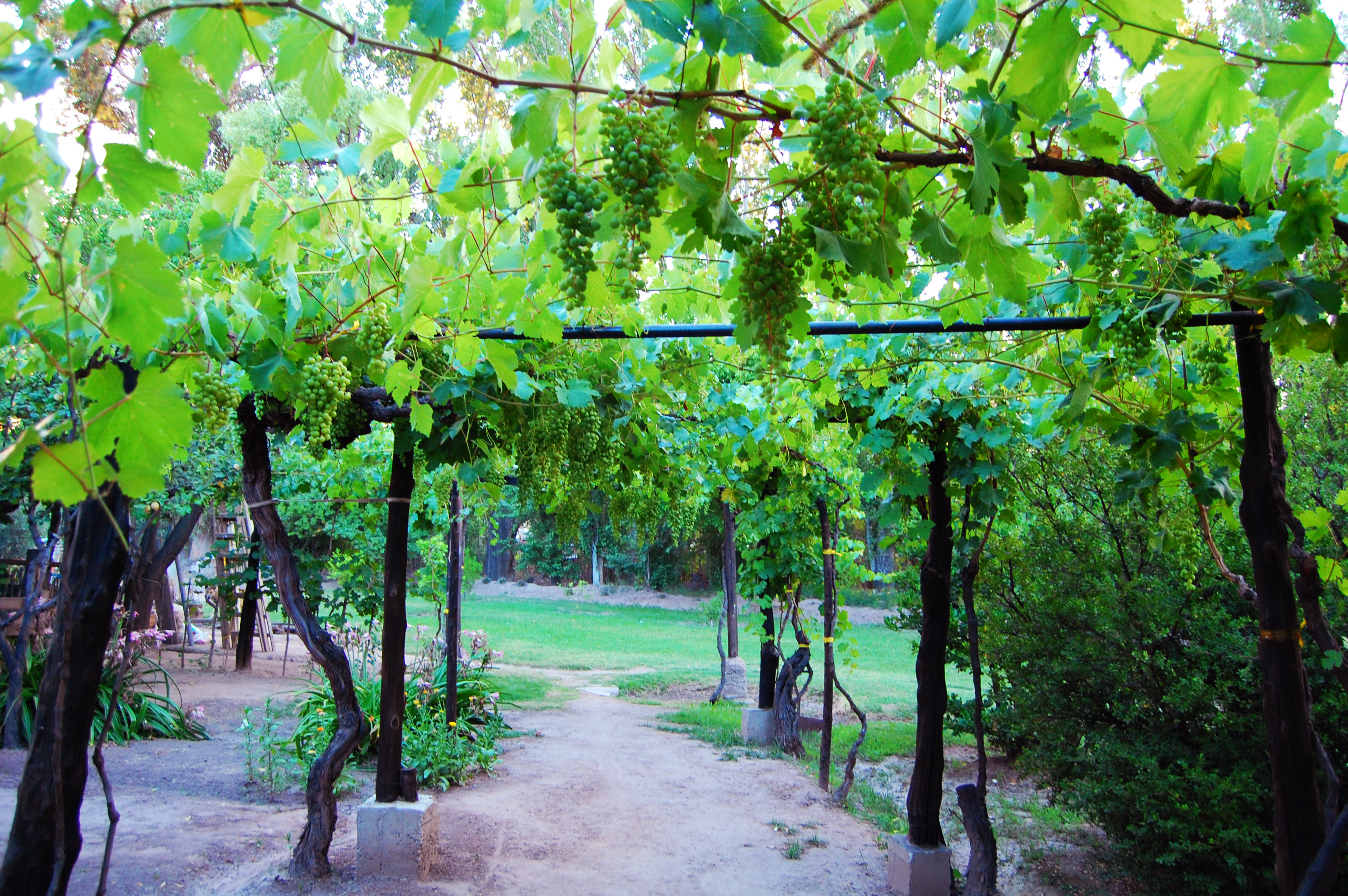
Piantagione di uva in Argentina. L'Argentina e il Cile sono tra i 10 maggiori produttori di uva e vino al mondo e il Brasile tra i 20 maggiori.
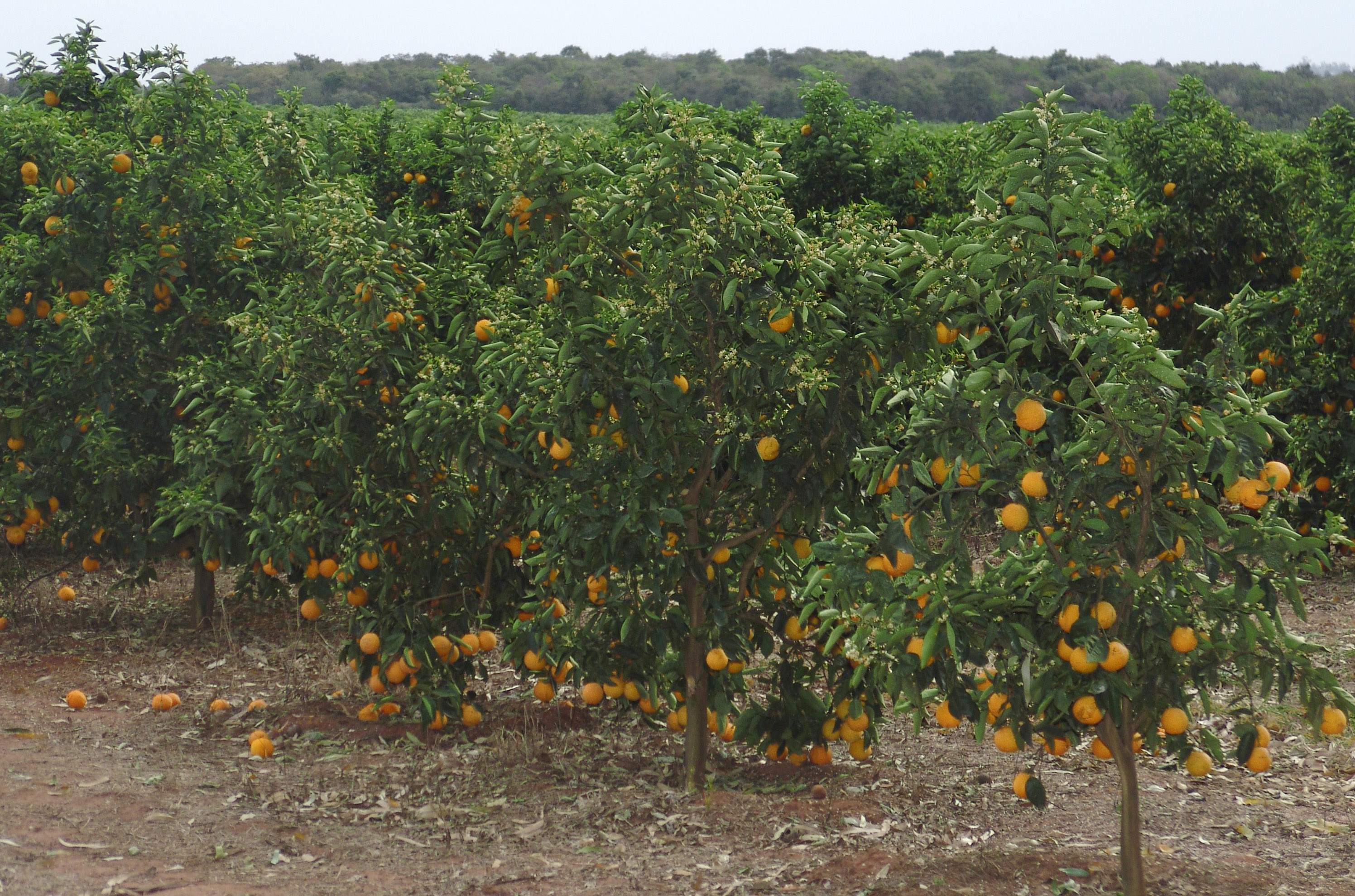
Arancione a San Paolo. Nel 2018, il Brasile è stato il più grande produttore mondiale, con 17 milioni di tonnellate. Il Sud America produce il 25% delle arance del mondo.
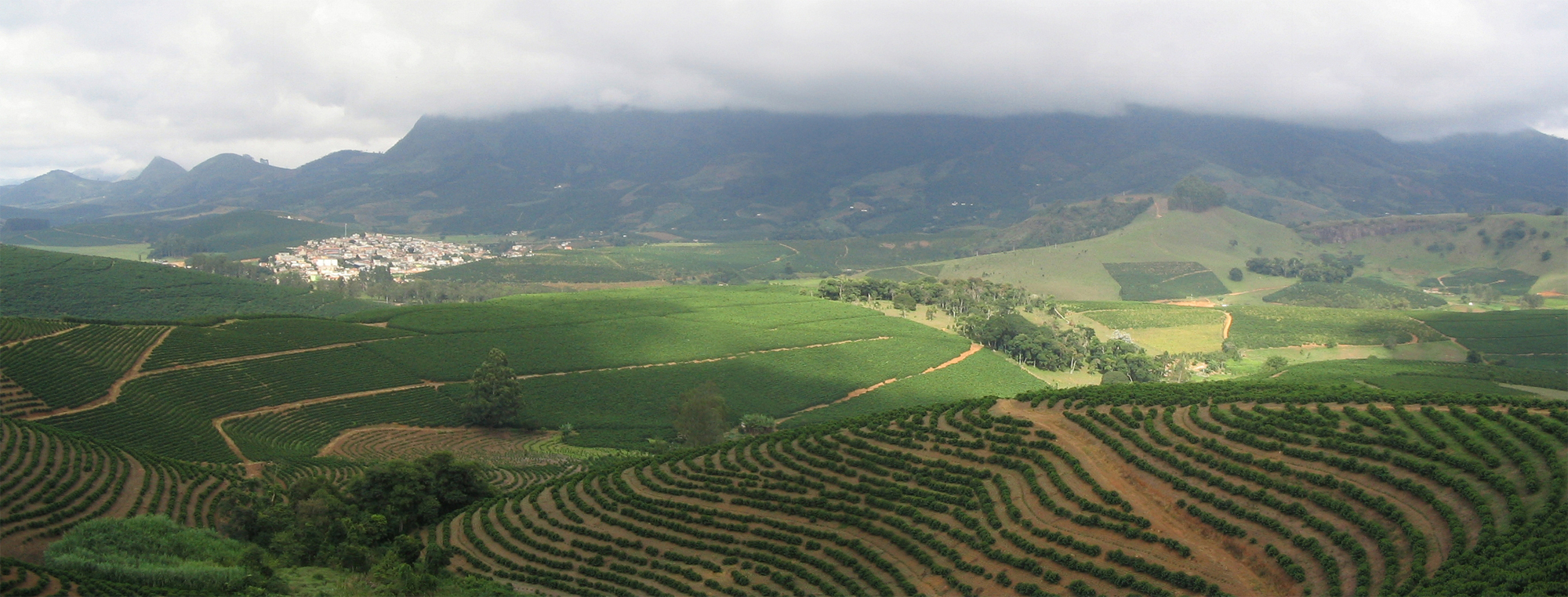
Caffè a Minas Gerais. Nel 2018, il Brasile è stato il più grande produttore mondiale, con 3,5 milioni di tonnellate. Il Sud America produce metà del caffè mondiale.
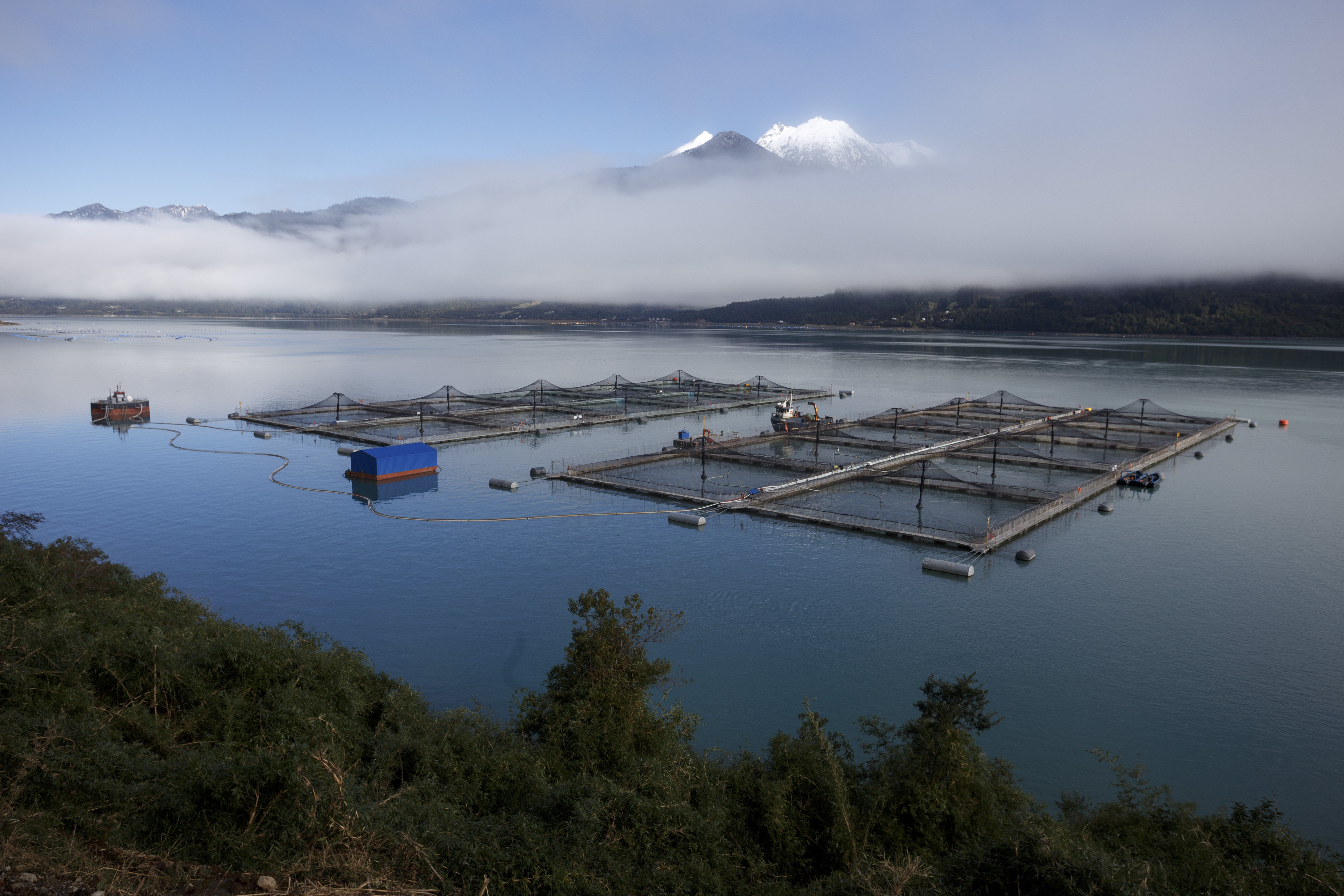
Allevamento di salmone in Cile. Un terzo di tutto il salmone venduto nel mondo proviene dal paese.
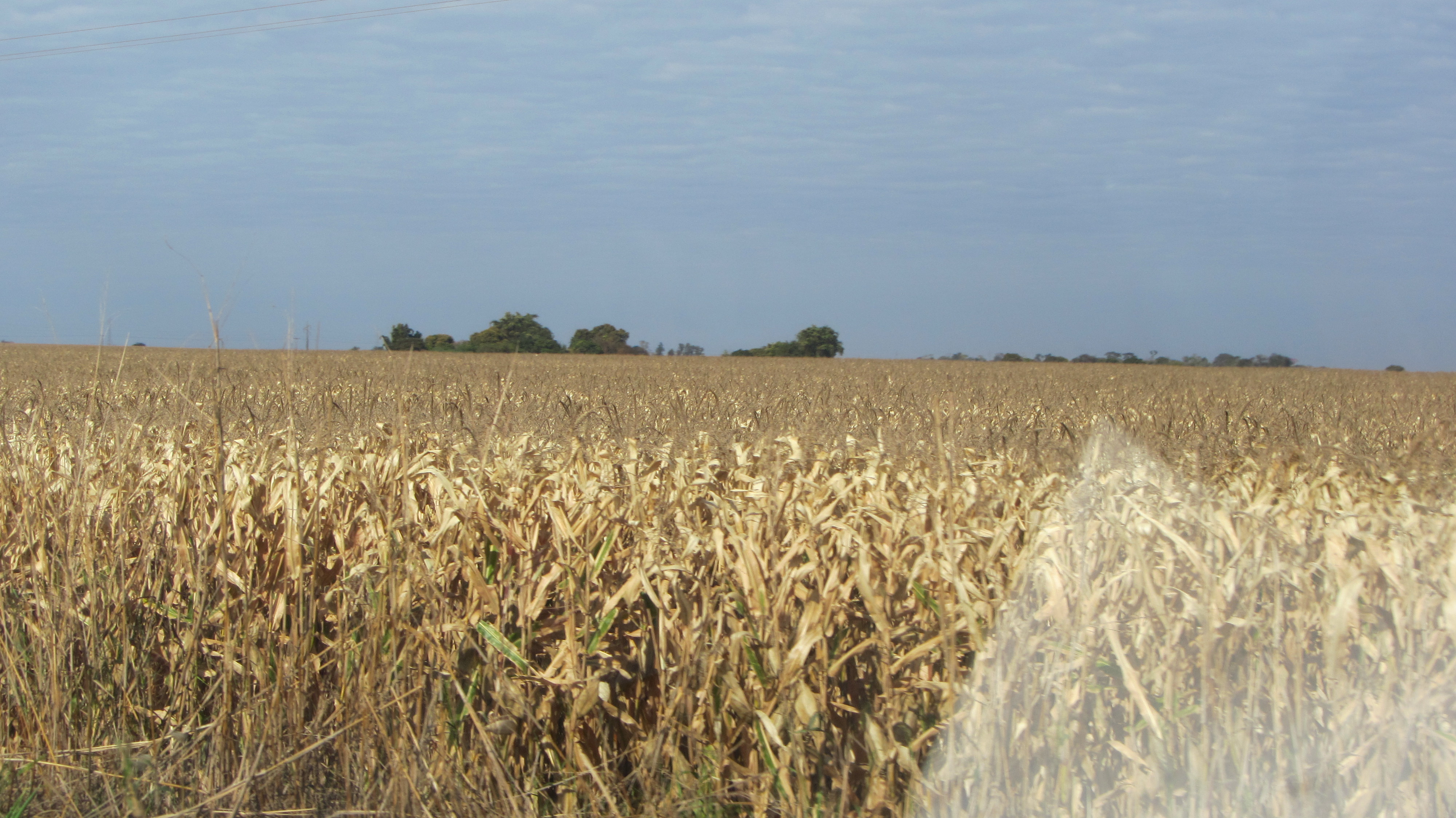
Mais in Dourados. Il Brasile e l'Argentina sono tra i 5 maggiori produttori al mondo
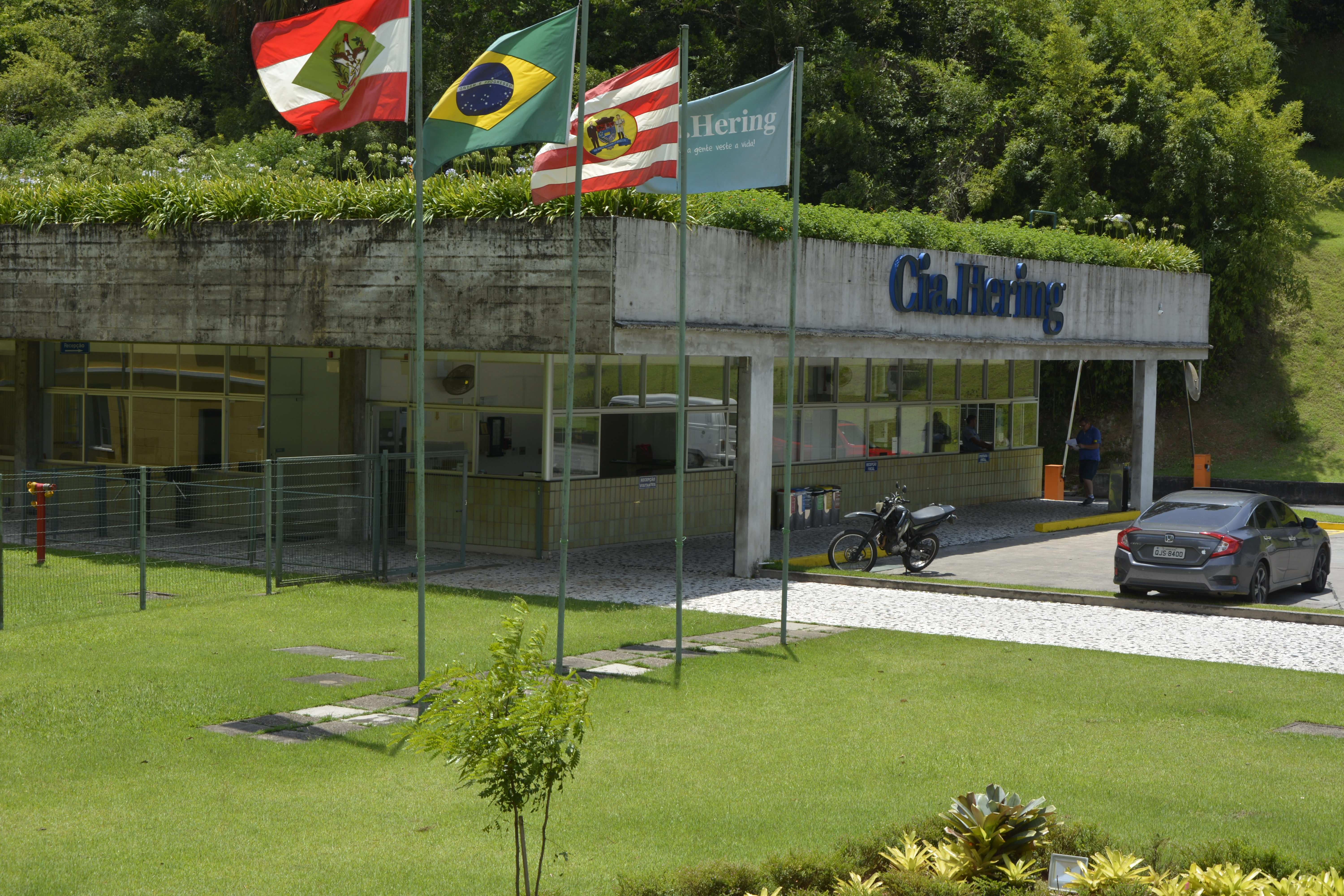
Hering, a Santa Catarina, Brasile. Il paese ha una delle 5 più grandi industrie tessili del mondo
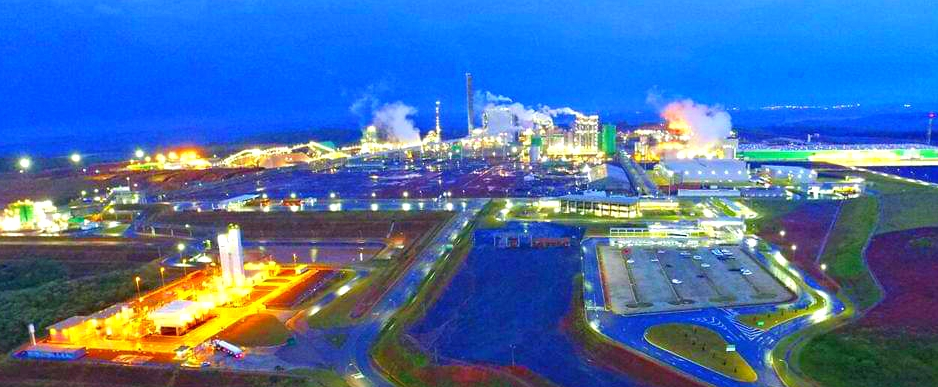
Complesso industriale di Klabin, in Ortigueira. Il Brasile è il secondo produttore di cellulosa e l'ottavo produttore di carta al mondo
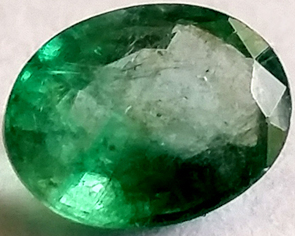
Smeraldo colombiano. Il paese è il più grande produttore di smeraldi al mondo e il Brasile è uno dei maggiori produttori
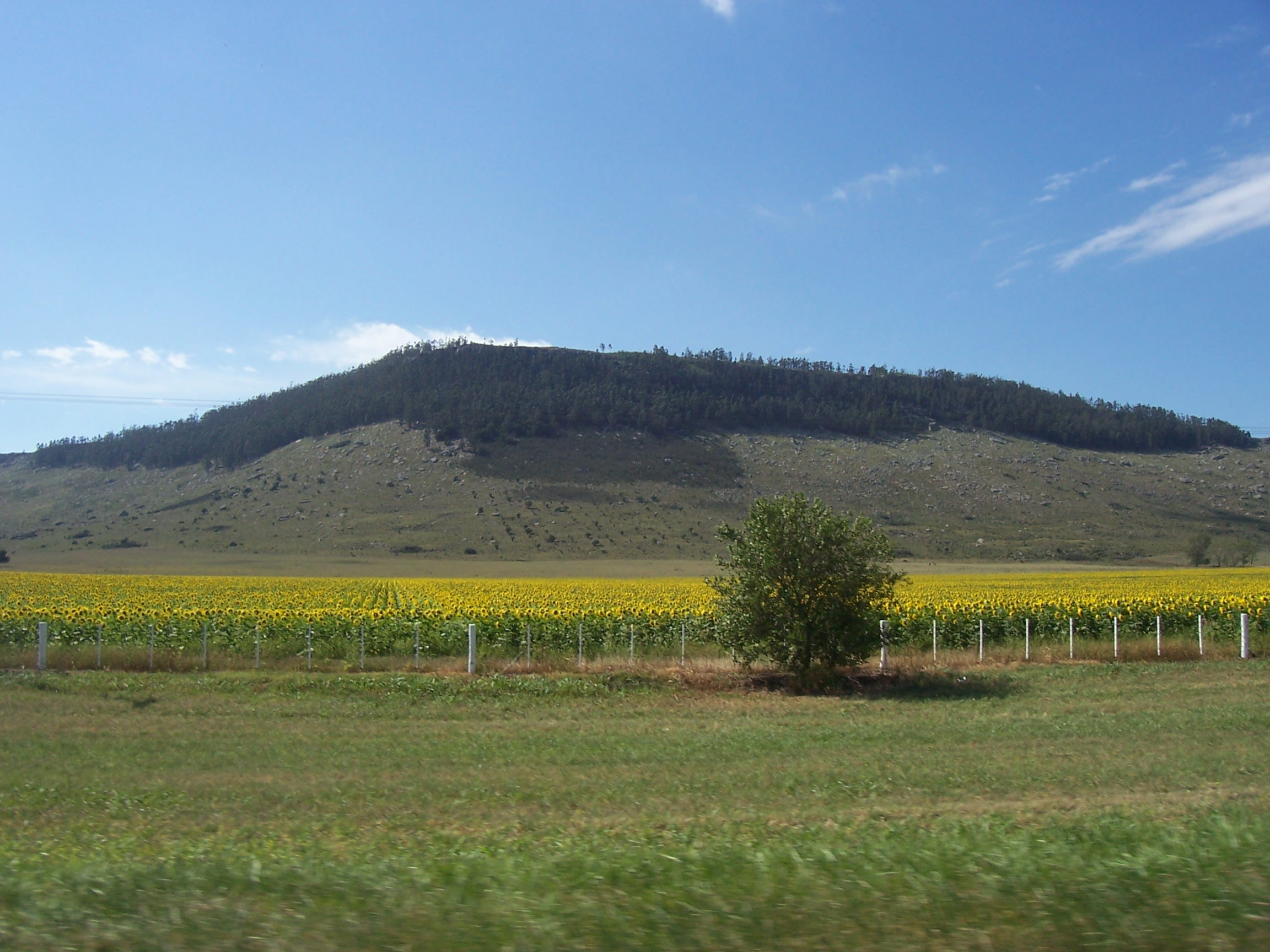
Piantagione di girasole in Argentina. Il paese è il terzo produttore mondiale di semi di girasole.
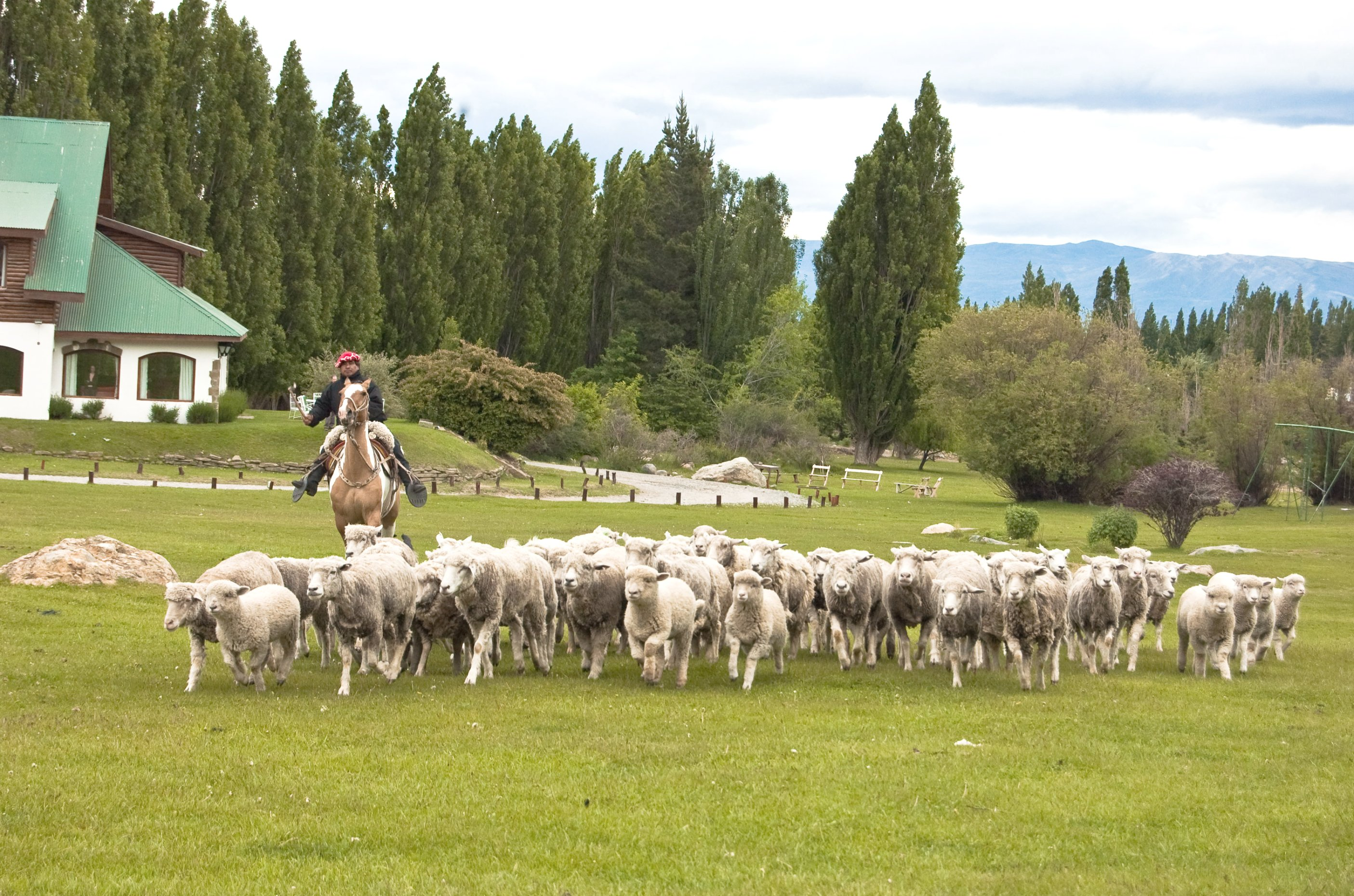
Pecore in Argentina. Il paese è l'undicesimo produttore di lana al mondo.
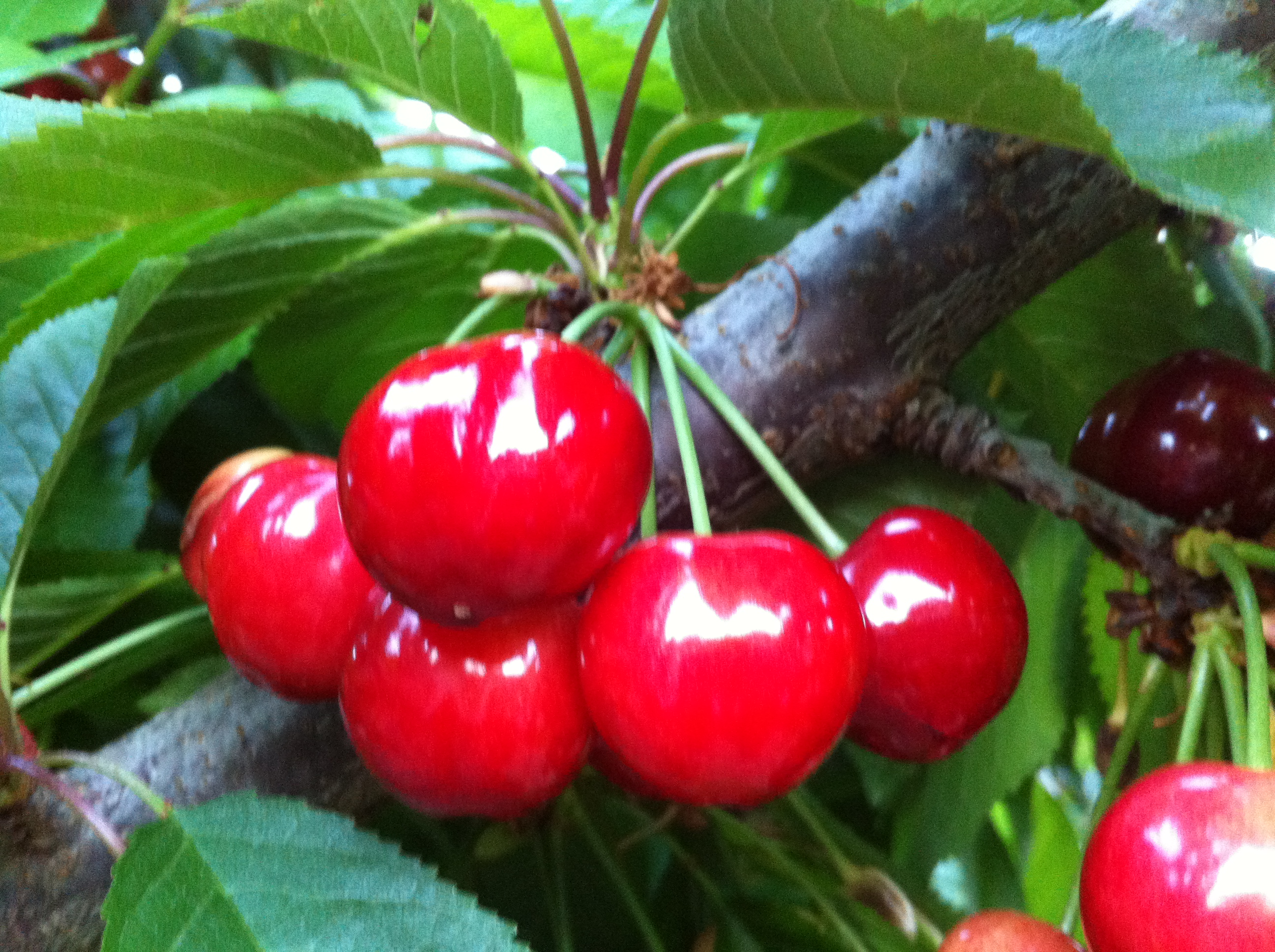
Ciliegie cilene. Il Cile è uno dei 5 maggiori produttori di ciliegia dolce al mondo.
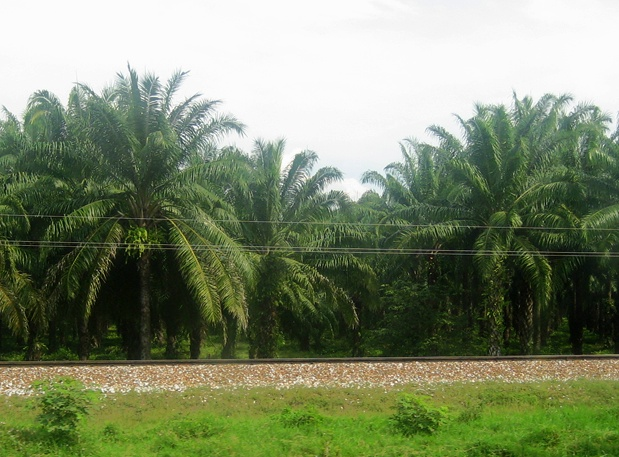
Piantagione di palma da olio a Magdalena, Colombia. Il paese è uno dei primi 5 produttori mondiali di olio di palma.
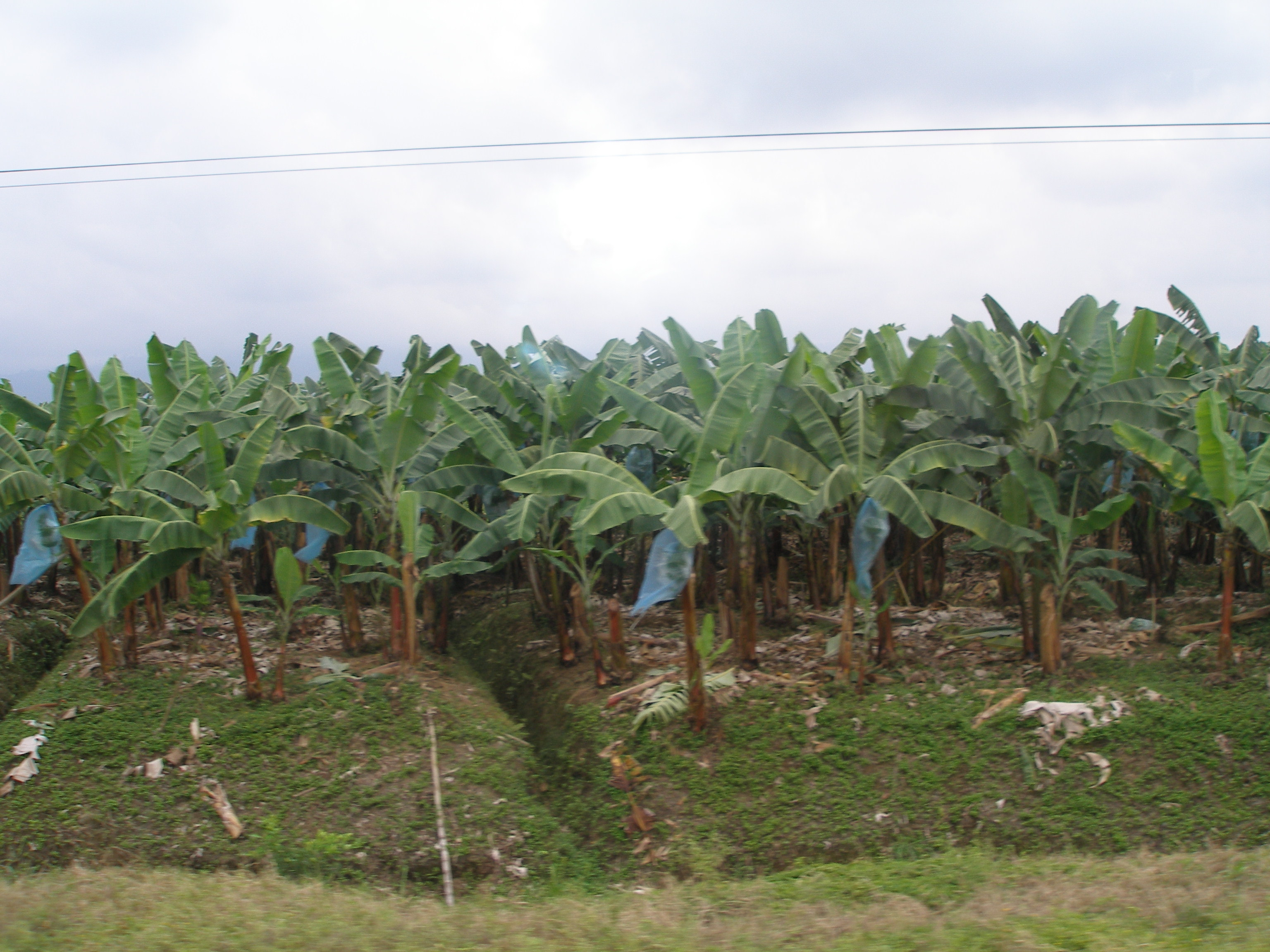
Banana in Ecuador. Il paese è il più grande esportatore di banane al mondo. Il Sud America produce quasi il 20% della banana mondiale
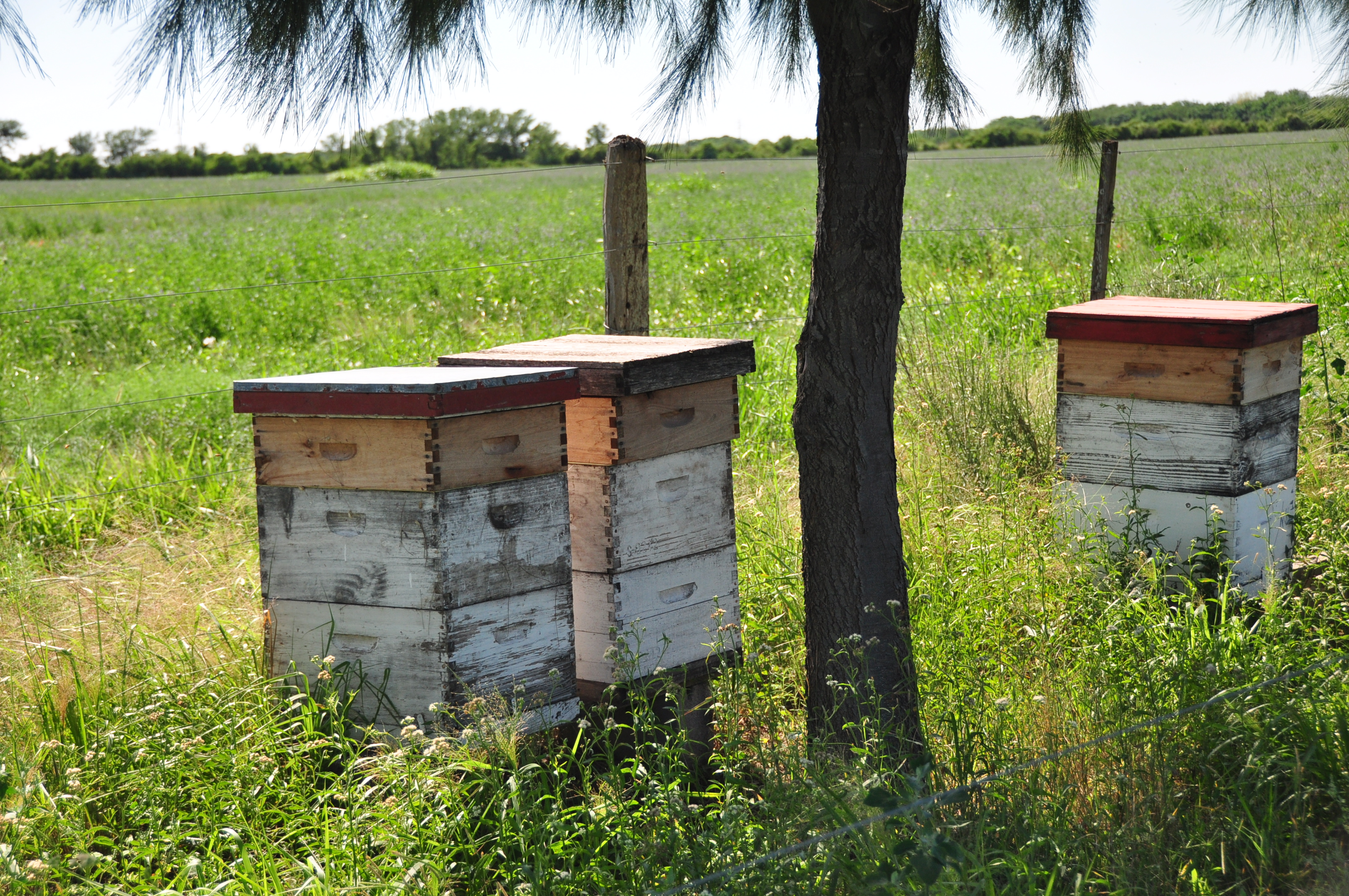
Produzione di miele in Argentina. Il paese è il terzo produttore di miele al mondo.
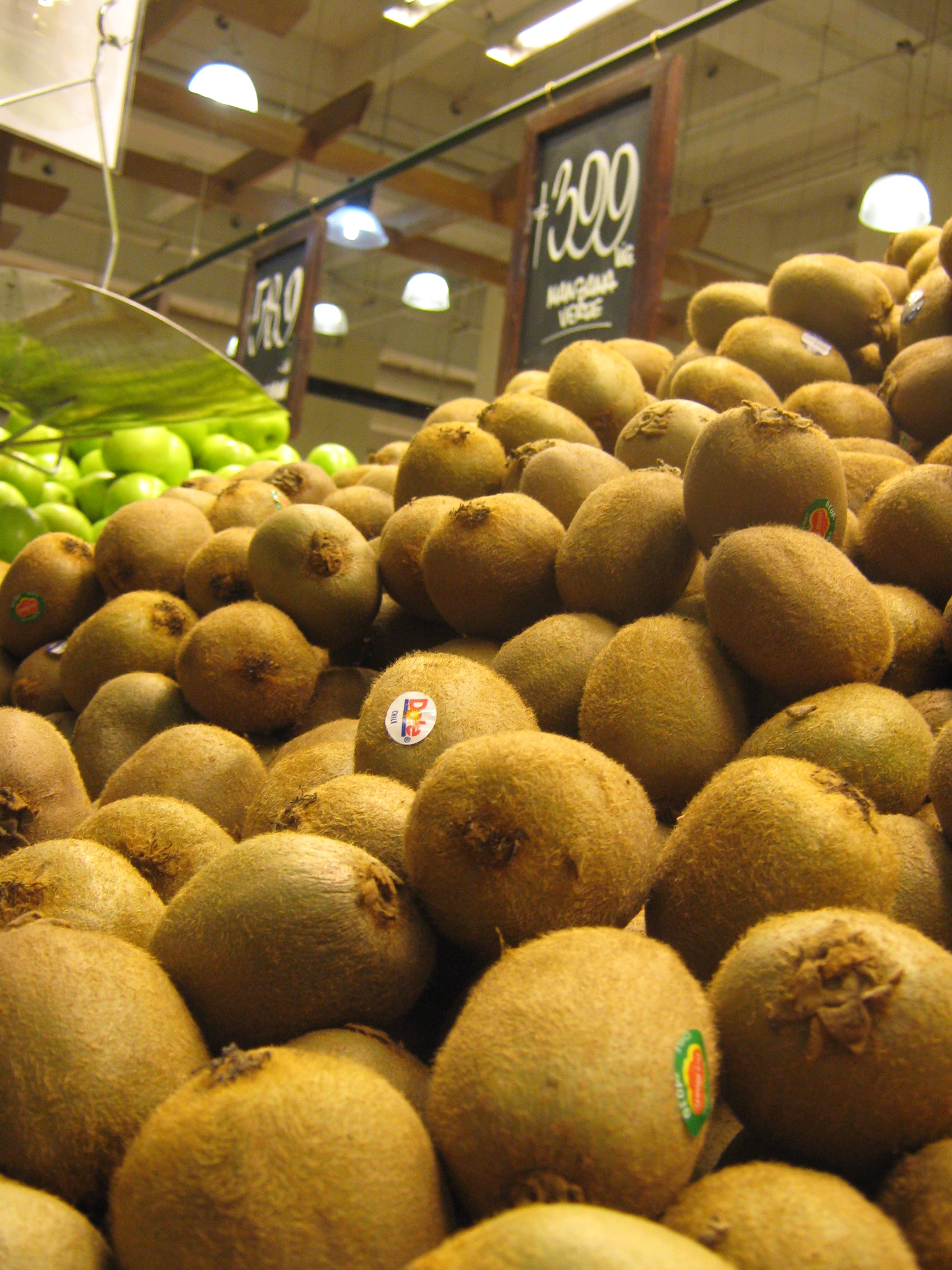
Kiwi cileno. Il paese è uno dei 10 maggiori produttori di kiwi al mondo.
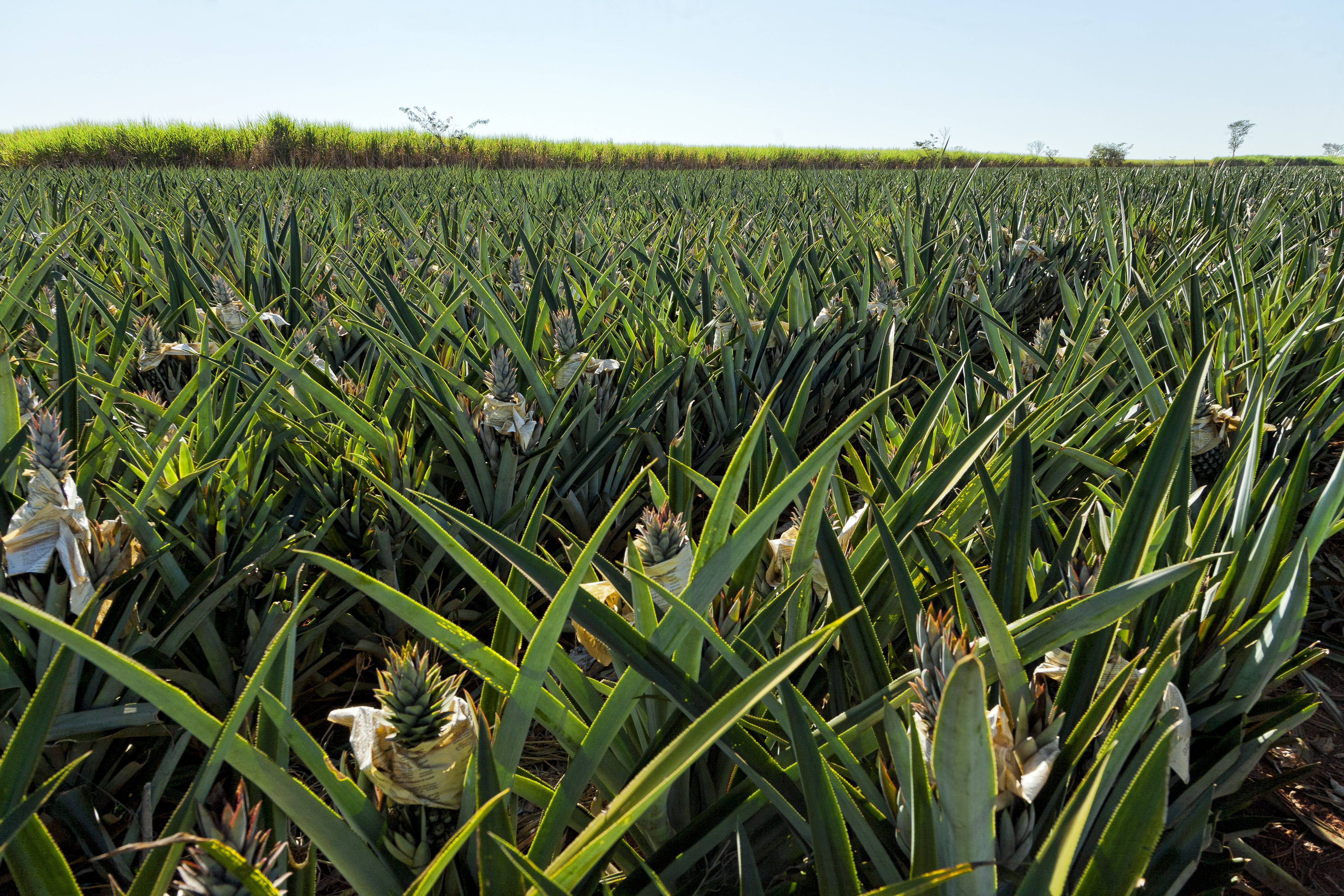
Ananas in Brasile. Il paese è il 3º più grande produttore al mondo. Il Sud America produce quasi il 20% dell'ananas mondiale.

## Trasporti

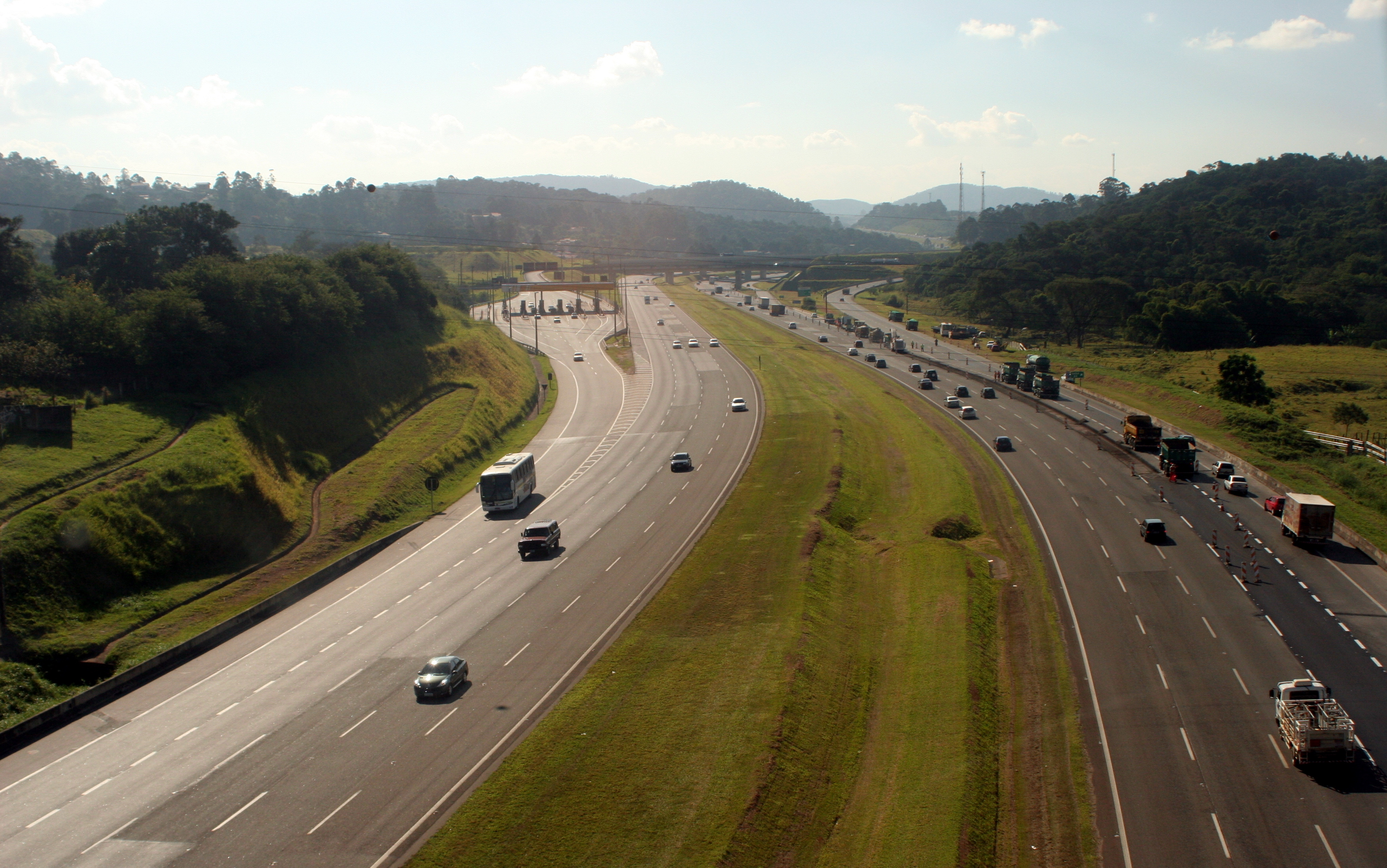
Rodovia dos Bandeirantes, Brasile

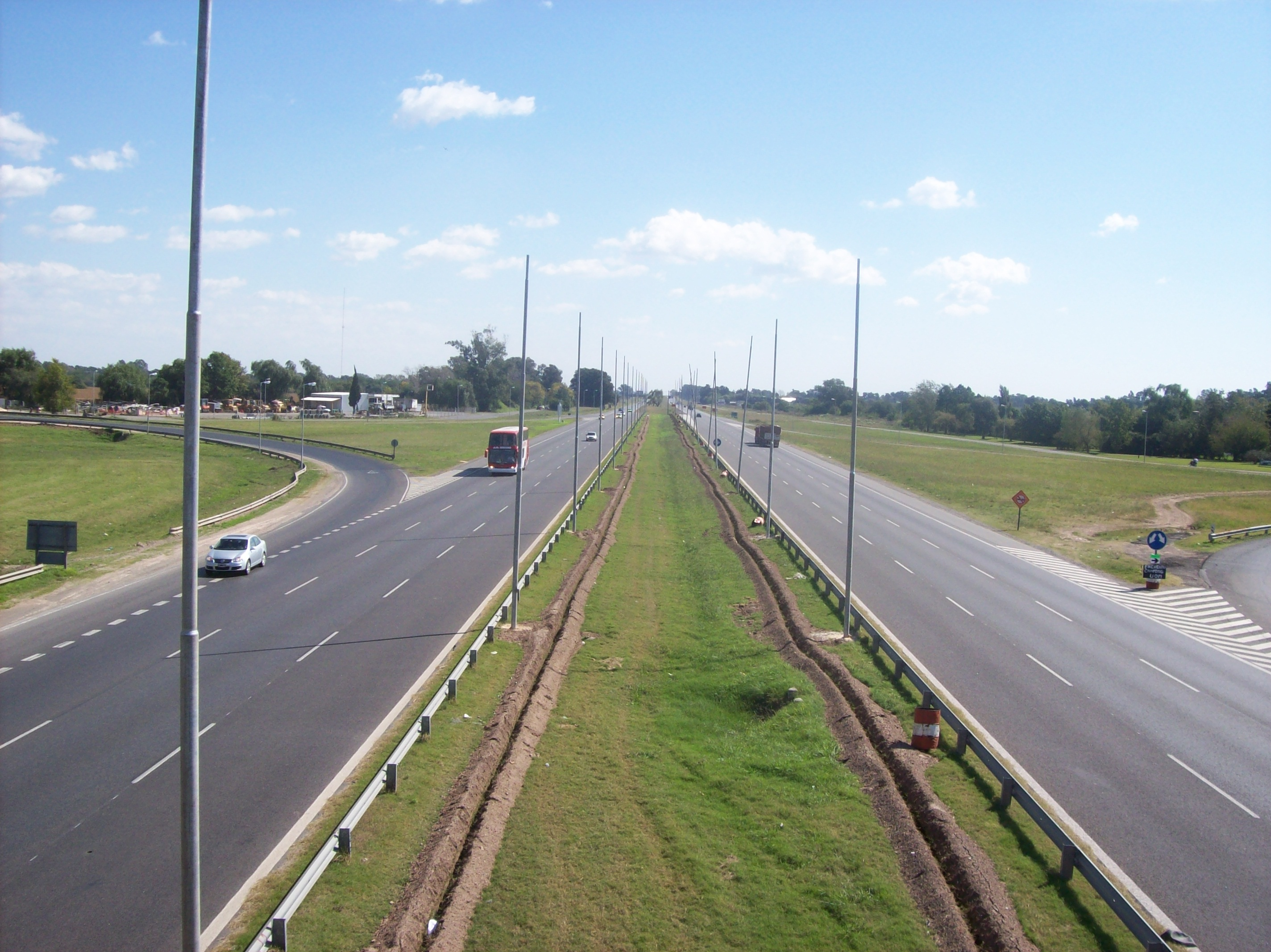
Ruta 9 / 14 a Zarate, Argentina

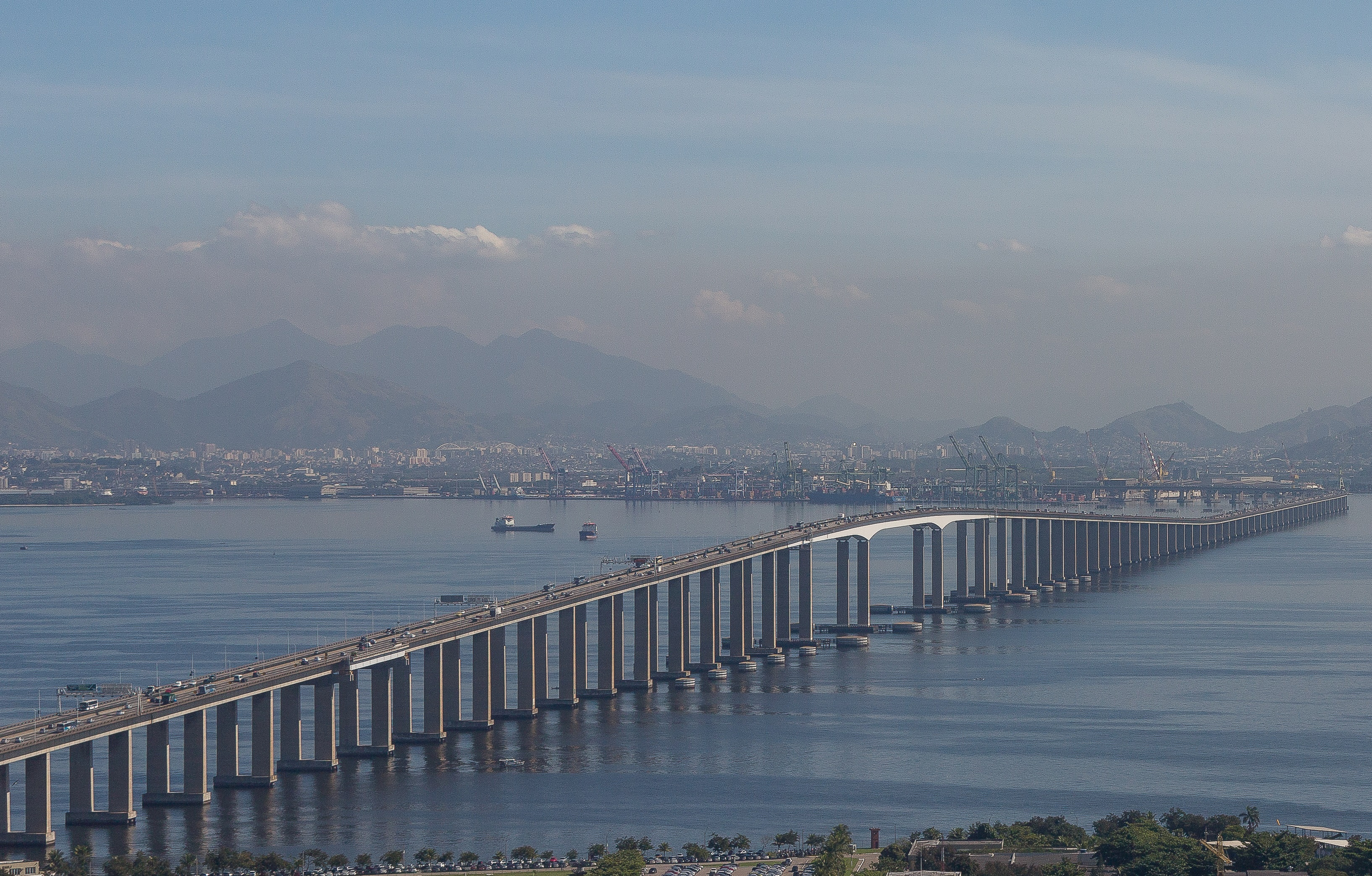
Ponte Rio-Niterói

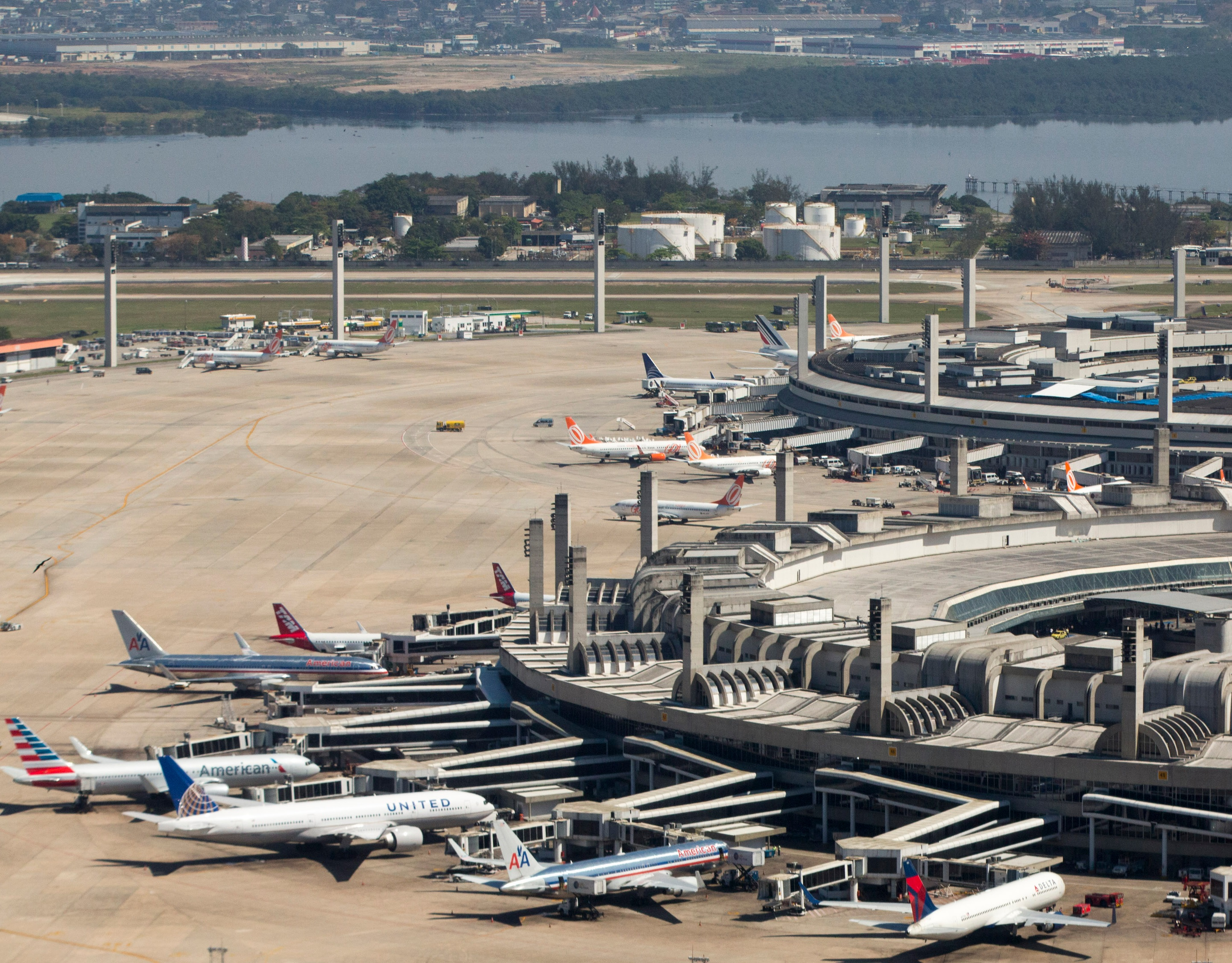
Aeroporto internazionale di Rio de Janeiro

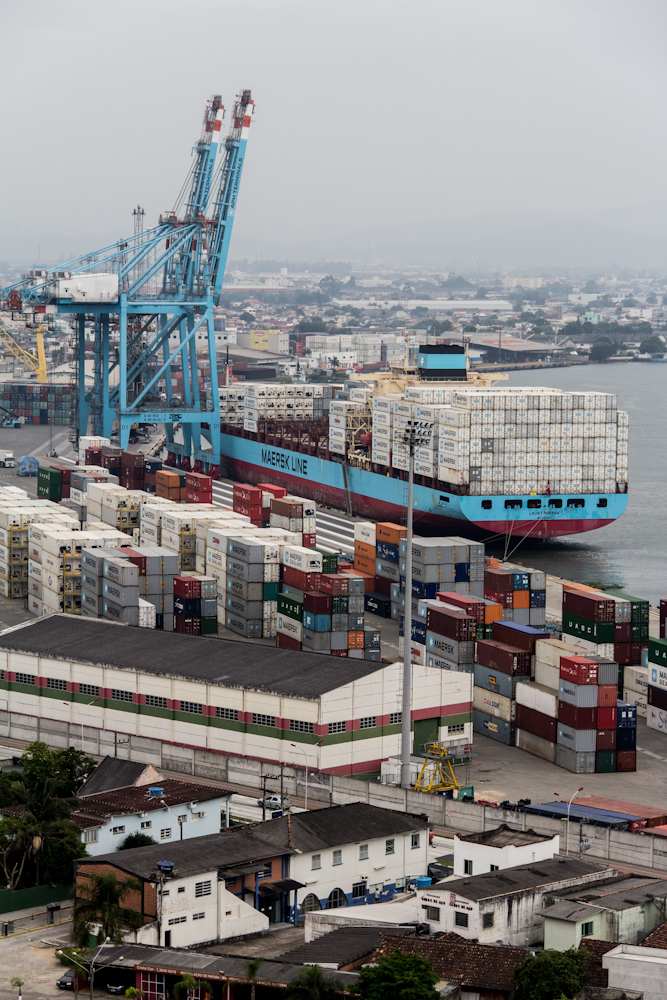
Porto di Itajaí, Santa Catarina, Brasile

Il trasporto in Sud America è sostanzialmente effettuato in modalità autostrada, la più sviluppata della regione. Esiste anche una notevole infrastruttura di porti e aeroporti. Il settore ferroviario e fiume, sebbene abbia un potenziale, viene solitamente trattato in modo secondario.
Il Brasile ha più di 1,7 milioni di chilometri di strade, di cui 215.000 km asfaltati e circa 14.000 km strade divise. Le due autostrade più importanti del paese sono BR-101 e BR-116. L'Argentina ha più di 600.000 km di strade, di cui circa 70.000 km sono asfaltate e circa 2.500 km sono autostrade divise. Le tre autostrade più importanti del paese sono Ruta 9, Ruta 7 e Ruta 14. La Colombia ha circa 210.000 km di strade e circa 2.300 km sono divisi in autostrade. Il Cile ha circa 82.000 km di strade, 20.000 delle quali sono asfaltate e circa 2.000 km sono strade divise. L'autostrada più importante del paese è Ruta 5 (Panamericana). In Sud America, questi 4 paesi hanno la migliore infrastruttura stradale e il maggior numero di autostrade a doppia corsia.
A causa delle Cordigliera delle Ande, Rio delle Amazzoni e Foresta Amazzonica, ci sono sempre state difficoltà nell'attuare strade transcontinentali o bi-oceaniche. Praticamente l'unica rotta che esisteva era quella che collegava il Brasile con Buenos Aires, in Argentina e poi con Santiago, in Cile. Tuttavia, negli ultimi anni, con gli sforzi congiunti dei paesi, hanno iniziato a emergere nuove rotte, come Brasile-Perù (Carretera Interoceánica), e una nuova autostrada tra Brasile, Paraguay, Argentina settentrionale e Cile settentrionale (Corridoio Bioceanico).
Ci sono più di 2.000 aeroporti in Brasile. Il paese ha il secondo più grande numero di aeroporti al mondo, dietro solo agli Stati Uniti. L'Aeroporto di San Paolo-Guarulhos, situato nella regione metropolitana di San Paolo, è il più grande e il più trafficato del paese: l'aeroporto collega San Paolo con praticamente tutte le principali città del mondo. Il Brasile ha 44 aeroporti internazionali, come Rio de Janeiro, Brasilia, Belo Horizonte, Porto Alegre, Florianópolis, Cuiabá, Salvador, Recife, Fortaleza, Belém e Manaus, tra gli altri. L'Argentina ha importanti aeroporti internazionali come Buenos Aires, Córdoba, Bariloche, Mendoza, Salta, Puerto Iguazú, Neuquén e Usuhaia, tra gli altri. Il Cile ha importanti aeroporti internazionali come Santiago, Antofagasta, Puerto Montt, Punta Arenas e Iquique, tra gli altri. La Colombia ha importanti aeroporti internazionali come Bogotà, Medellín, Cartagena, Cali e Barranquilla, tra gli altri. Il Perù ha importanti aeroporti internazionali come Lima, Cuzco e Arequipa. Altri aeroporti importanti sono quelli nelle capitali dell'Uruguay (Montevideo), Paraguay (Asunción), Bolivia (La Paz) e Ecuador (Quito). I 10 aeroporti più trafficati del Sud America nel 2017 sono stati: São Paulo-Guarulhos (Brasile), Bogotà (Colombia), São Paulo-Congonhas (Brasile), Santiago (Cile), Lima (Perù), Brasilia (Brasile), Rio di Janeiro. (Brasile), Buenos Aires-Aeroparque (Argentina), Buenos Aires-Ezeiza (Argentina) e Minas Gerais (Brasile).
In relazione ai porti, il Brasile ha alcuni dei porti più trafficati del Sud America, come Porto di Santos, Porto di Rio de Janeiro, Porto di Paranaguá, Porto di Itajaí, Porto di Rio Grande e Porto di Suape. L'Argentina ha porti come Porto di Buenos Aires e Porto di Rosario. Il Cile ha importanti porti in Valparaíso, Caldera, Mejillones, Antofagasta, Iquique, Arica e Puerto Montt. La Colombia ha porti importanti come Buenaventura e Baia di Cartagena. Il Perù ha importanti porti in Callao, Ilo e Matarani. I 15 porti più attivi del Sud America sono: Porto di Santos (Brasile), Porto di Bahía de Cartagena (Colombia), Callao (Perù), Guayaquil (Ecuador), Buenos Aires (Argentina), San Antonio (Cile), Buenaventura (Colombia), Itajaí (Brasile), Valparaíso (Cile), Montevideo (Uruguay), Paranaguá (Brasile), Rio Grande (Brasile), São Francisco do Sul (Brasile), Manaus (Brasile) e Coronel (Cile).
La rete ferroviaria brasiliana ha un'estensione di circa 30.000 chilometri. Fondamentalmente è utilizzato per il trasporto di minerali. La ferrovia argentina La rete, con 47.000 km di strade, era una delle più grandi al mondo e continua ad essere la più lunga dell'America Latina. Aveva circa 100.000 km di rotaie, ma il sollevamento dei binari e l'enfasi posta sul trasporto motorizzato lo ridussero gradualmente. Ha quattro diversi percorsi e collegamenti internazionali con Paraguay, Bolivia, Cile, Brasile e Uruguay. Il Cile ha quasi 7.000 km di ferrovie, con collegamenti con Argentina, Bolivia e Perù. La Colombia ha solo circa 3.500 km di ferrovie.
Tra i principali rotte navigabili brasiliani, due spiccano: Corso d'acqua Paraná-Tieté (che ha una lunghezza di 2.400 km, 1.600 nel fiume Paraná e 800 km nel fiume Tietê, prosciugando la produzione agricola dagli stati di Mato Grosso, Mato Grosso do Sul, Goiás e parte di Rondônia, Tocantins e Minas Gerais) e Corso d'acqua Solimões-Amazonas (ha due sezioni: Solimões, che va da Tabatinga a Manaus, con circa 1600 km, e Amazonas, che si estende da Manaus a Belém, con 1650 km. Quasi tutto il trasporto di passeggeri dalla pianura amazzonica viene effettuato da questa via d'acqua, oltre a praticamente tutto il trasporto di merci che va al principali centri regionali di Belém e Manaus). In Brasile, questo trasporto è ancora sottoutilizzato: le sezioni più importanti delle vie navigabili interne, dal punto di vista economico, si trovano nel sud-est e nel sud del Paese. Il suo pieno utilizzo dipende ancora dalla costruzione di chiuse, grandi lavori di dragaggio e, principalmente, dai porti che consentono l'integrazione intermodale. In Argentina, la rete di vie navigabili è costituita dai fiumi La Plata, Paraná, Paraguay e Uruguay. I principali porti fluviali sono Zárate e Campana. Il porto di Buenos Aires è storicamente il primo per importanza individuale, ma l'area conosciuta come Up-River, che si estende per 67 km della porzione Santa Fé del fiume Paraná, riunisce 17 porti che concentrano il 50% del esportazioni totali del paese.

## Energia

### Brasile

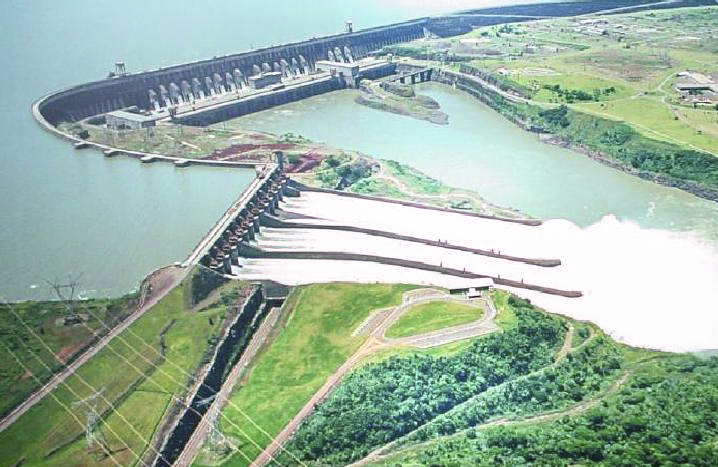
Diga di Itaipú a Paraná.

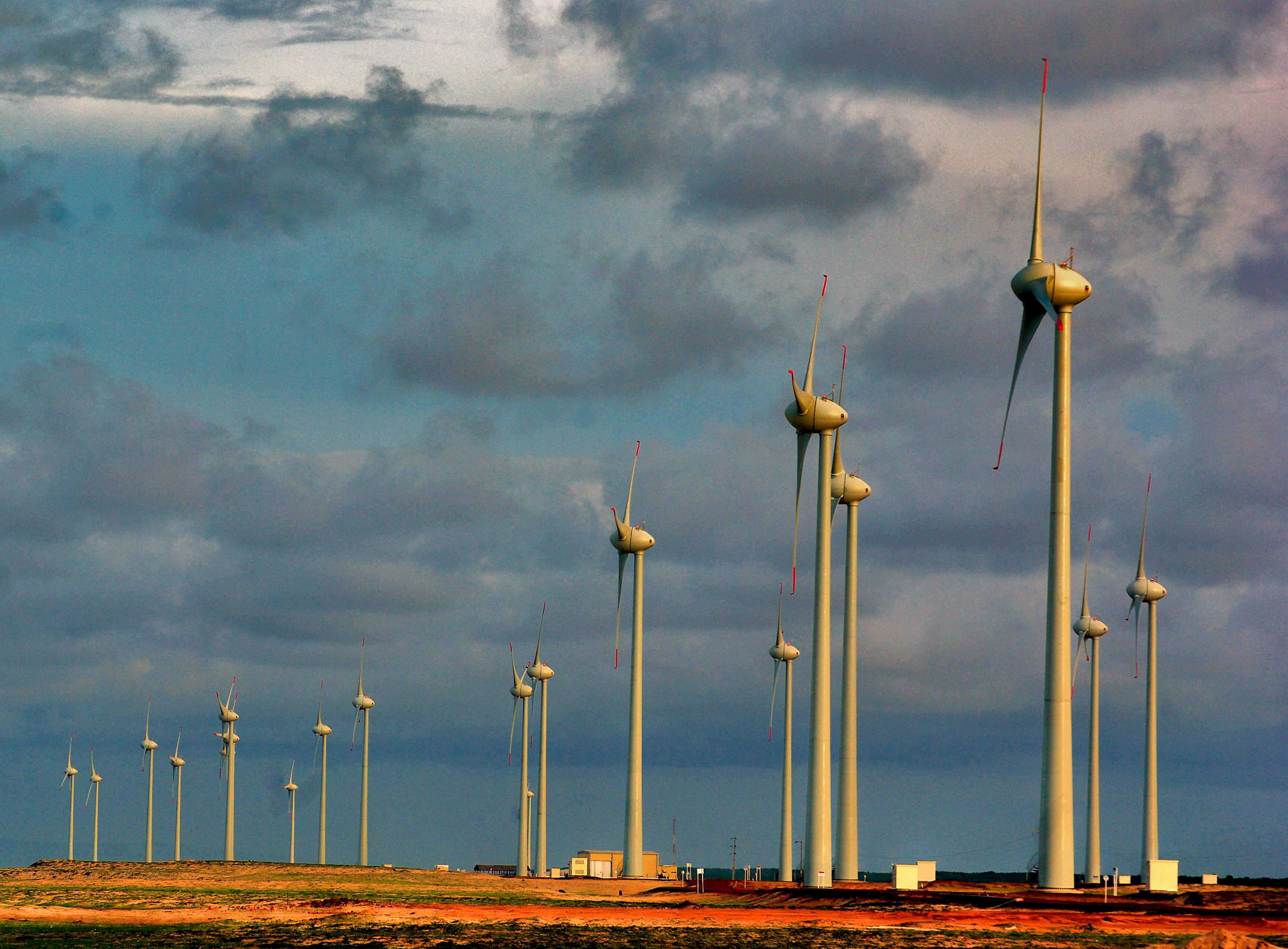
Energia eolica a Parnaíba.

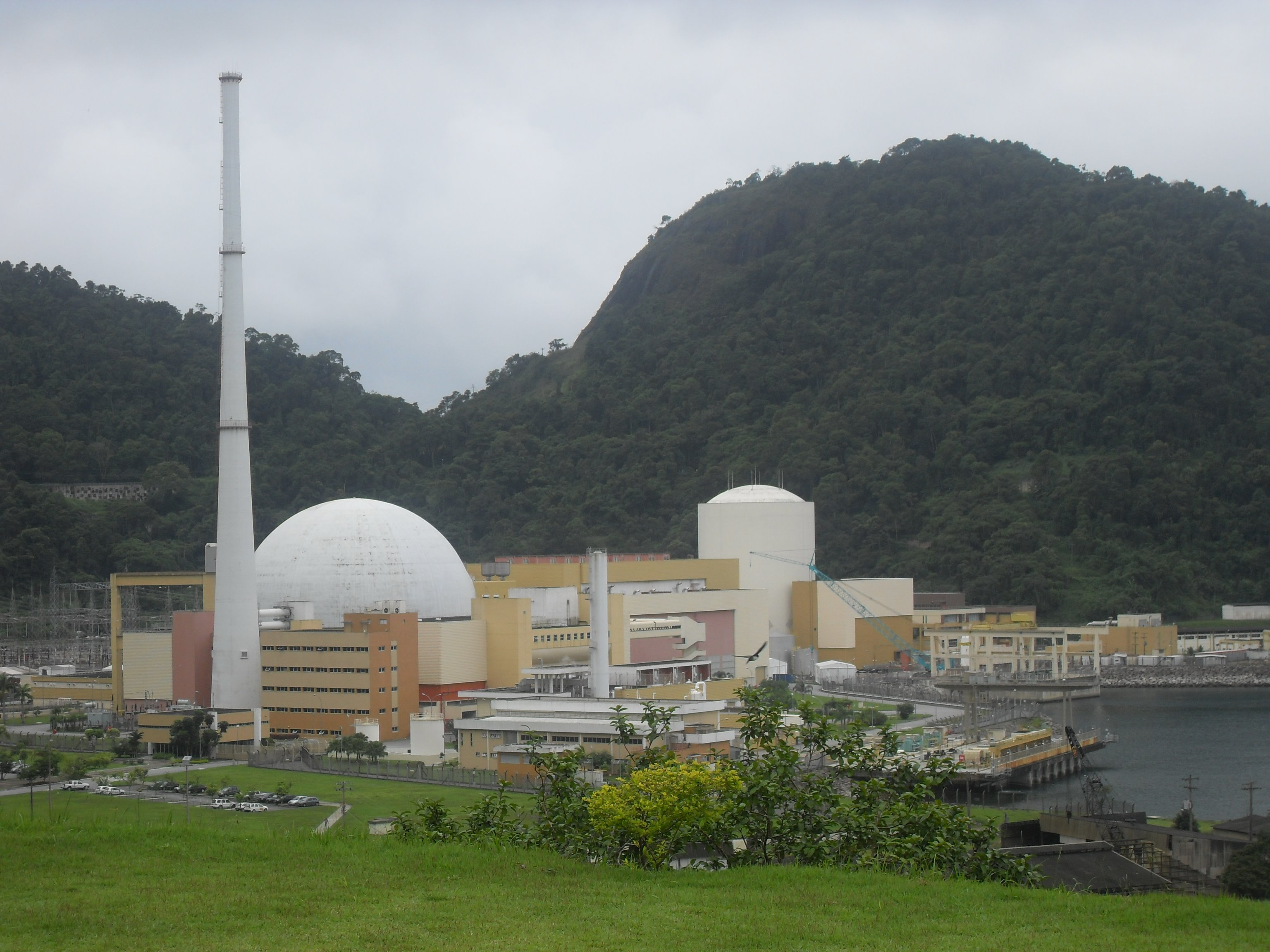
Centrale nucleare di Angra a Angra dos Reis, Rio de Janeiro

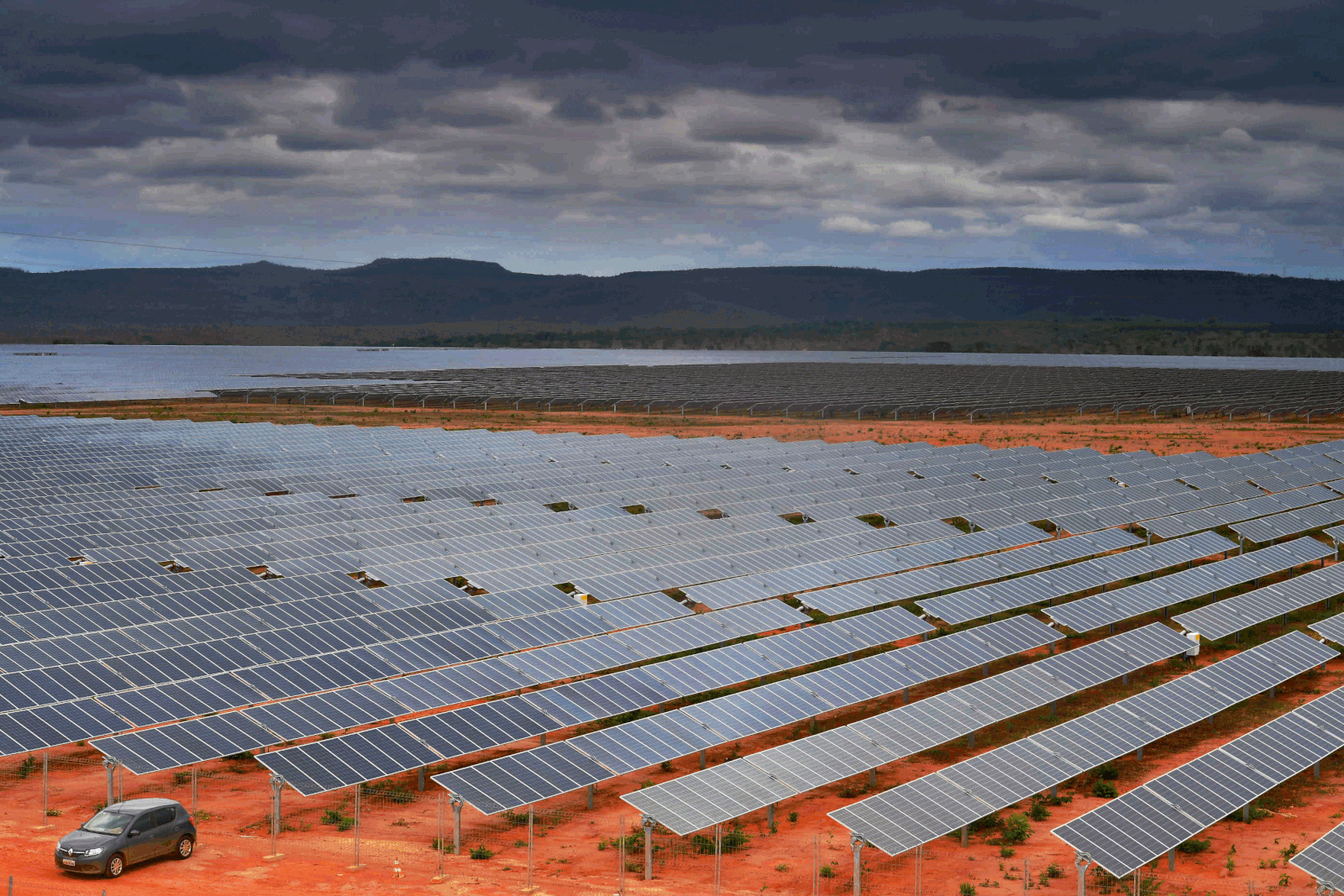
Complesso solare Pirapora, il più grande del Brasile e dell'America Latina con 321 MW.

Il governo brasiliano ha intrapreso un ambizioso programma per ridurre la dipendenza dal petrolio importato. Le importazioni in precedenza rappresentavano oltre il 70% del fabbisogno di petrolio del paese, ma il Brasile è diventato autosufficiente in termini di petrolio nel 2006-2007. Il Brasile è stato il decimo produttore di petrolio al mondo nel 2019, con 2,8 milioni di barili / giorno. La produzione riesce a soddisfare la domanda del paese. all'inizio del 2020, nella produzione di petrolio e gas naturale, il paese ha superato per la prima volta i 4 milioni di barili di petrolio equivalente al giorno. Nel gennaio di quest'anno sono stati estratti 3,168 milioni di barili di petrolio al giorno e 138,753 milioni di metri cubi di gas naturale.
Il Brasile è uno dei principali produttori mondiali di energia idroelettrica. Nel 2019, il Brasile aveva 217 impianti idroelettrici in funzione, con una capacità installata di 98.581 MW, il 60,16% della produzione di energia del paese. Nella produzione totale di elettricità, nel 2019 il Brasile ha raggiunto 170.000 MW di capacità installata, oltre il 75% da fonti rinnovabili (il maggioranza, idroelettrico).
Nel 2013, la Regione Sudest ha utilizzato circa il 50% del carico del Sistema Integrato Nazionale (SIN), essendo la principale regione che consuma energia nel paese. La capacità di generazione elettrica installata nella regione è stata di quasi 42.500 MW, che rappresentava circa un terzo della capacità di generazione del Brasile. La generazione idroelettrica ha rappresentato il 58% della capacità installata della regione, con il restante 42% corrispondente sostanzialmente alla generazione termoelettrica. San Paolo rappresentava il 40% di questa capacità; Minas Gerais di circa il 25%; Rio de Janeiro del 13,3%; e Espírito Santo ha rappresentato il resto. La Regione Sud possiede la Diga di Itaipú, che è stata la più grande centrale idroelettrica del mondo per diversi anni, fino all'inaugurazione della Diga delle Tre Gole in Cina. Rimane il secondo più grande idroelettrico operante al mondo. Il Brasile è comproprietario dello stabilimento di Itaipu con Paraguay: la diga si trova sul fiume Paraná, al confine tra paesi. Ha una capacità di generazione installata di 14 GW per 20 unità di generazione da 700 MW ciascuno. Regione nord ha grandi impianti idroelettrici, come Diga di Belo Monte e Diga di Tucuruí, che producono gran parte dell'energia nazionale. Il potenziale idroelettrico del Brasile non è stato ancora pienamente sfruttato, quindi il paese ha ancora la capacità di costruire diversi impianti di energia rinnovabile nel proprio territorio.
Nel 2019, è stato stimato che il paese aveva un potenziale di generazione stimato energia eolica di circa 522 GW (questo, solo a terra), energia sufficiente per soddisfare il triplo della domanda attuale del paese. A luglio 2022, secondo ONS, la capacità totale installata di energia eolica era di 22 GW, con fattore di capacità medio del 58%. Mentre la media mondiale dei fattori di capacità di produzione eolica è del 24,7%, ci sono aree nel nord del Brasile, specialmente nello Stato di Bahia, dove alcuni parchi eolici registrano con fattori di capacità media superiori al 60%; il fattore di capacità medio nella Regione Nordest è del 45% sulla costa e del 49% nell'entroterra. Nel 2019 l'energia eolica rappresentava il 9% dell'energia generata nel Paese. Nel 2021 il Brasile è stato il 7º Paese al mondo per potenza eolica installata (21 GW) e il 4° produttore mondiale di energia eolica (72 TWh), dietro solo a Cina, USA e Germania.
Energia nucleare rappresenta circa il 4% dell'elettricità del Brasile. Il monopolio della generazione di energia nucleare è di proprietà di Eletronuclear (Eletrobrás Eletronuclear S / A), una consociata interamente controllata di Eletrobrás. L'energia nucleare è prodotta da due reattori ad Angra. Si trova presso il Central Nuclear Almirante Álvaro Alberto (CNAAA) sulla Praia de Itaorna ad Angra dos Reis, Rio de Janeiro. Consiste di due reattori ad acqua pressurizzata, Angra I, con una capacità di 657 MW, collegati alla rete elettrica nel 1982, e Angra II, con una capacità di 1.350 MW, collegati nel 2000. Un terzo reattore, Angra III, con una potenza prevista di 1.350 MW, dovrebbe essere terminato.
A ottobre 2022, secondo ONS, la capacità totale installata del solare fotovoltaico era di 21 GW, con un fattore di capacità medio del 23%. Alcuni degli stati brasiliani più irradiated sono MG ("Minas Gerais"), BA ("Bahia") e GO (Goiás), che hanno effettivamente record a livello mondiale di irradiation. Nel 2019, l'energia solare ha rappresentato l'1,27% dell'energia generata nel paese.  Nel 2021, il Brasile è stato il 14º Paese al mondo in termini di energia solare installata (13 GW) e l'11° produttore di energia solare al mondo (16,8 TWh).
Nel 2020, il Brasile è stato il secondo Paese al mondo per produzione di energia attraverso biomassa (produzione di energia da biocombustibili solidi e rifiuti rinnovabili), con 15,2 GW installati.